# Revolução Mexicana
A Revolução Mexicana foi um conflito armado que teve lugar no México, com início em 20 de novembro de 1910 e terminando em 1 de dezembro de 1920. Historicamente, costuma ser descrita como o acontecimento político e social mais importante do século XX no México. O conflito revolucionário foi principalmente uma guerra civil, mas potências estrangeiras, com importantes interesses econômicos e estratégicos no México, figuraram no resultado das lutas pelo poder em território mexicano.
Os antecedentes do conflito remontam à situação do México durante o Porfiriato. Desde 1876 o general Porfírio Díaz liderou o exercício do poder no país de maneira ditatorial. A situação prolongou-se por 34 anos, durante os quais o México experimentou um notável crescimento econômico e estabilidade política. Estes logros realizaram-se com altos custos econômicos e sociais, pagos pelos estratos menos favorecidos da sociedade e pela oposição política ao regime de Díaz. Durante o primeiro decénio do século XX rebentaram várias crises em diversas esferas da vida nacional, as quais refletiam o crescente descontentamento de alguns setores com o Porfiriato.
Quando Díaz assegurou numa entrevista que se retiraria no final do seu mandato sem procurar a reeleição, a situação política começou a agitar-se. A oposição ao governo tornou-se relevante dada a postura manifestada por Díaz. Nesse contexto, Francisco I. Madero realizou várias rondas pelo país com vista a formar um partido político que elegesse os seus candidatos numa assembleia nacional e competisse nas eleições. Díaz lançou uma nova candidatura à presidência e Madero foi detido em San Luis Potosí por sedição. Durante a sua permanência na cadeia realizaram-se as eleições que deram o triunfo a Díaz.
Madero conseguiu escapar da prisão estatal e fugiu para os Estados Unidos. Desde San Antonio proclamou o Plano de San Luis, que apelava a tomar as armas contra o governo de Díaz em 20 de novembro de 1910. O conflito armado teve inicialmente lugar no norte do país, estendendo-se posteriormente a outras partes do território mexicano. Uma vez que os sublevados ocuparam Ciudad Juárez (Chihuahua), Porfírio Díaz apresentou a sua renúncia e exilou-se na França.
Em 1911 realizaram-se novas eleições das quais resultou a eleição de Madero. Desde o começo do seu mandato teve diferenças com outros líderes revolucionários, as quais provocaram o levantamento de Emiliano Zapata e Pascual Orozco contra o governo maderista. Em 1913 um movimento contrarrevolucionário, encabeçado por Félix Díaz, Bernardo Reyes e Victoriano Huerta, deu um golpe de estado. O levantamento militar, conhecido como a Decena Trágica, terminou com o assassinato de Madero, do seu irmão Gustavo e do vice-presidente Pino Suárez. Huerta assumiu a presidência, o que ocasionou a reação de vários chefes revolucionários como Venustiano Carranza e Francisco Villa. Após pouco mais de um ano de luta, e depois da ocupação estado-unidense de Veracruz, Huerta renunciou à presidência e fugiu do país.
Depois deste acontecimento aprofundaram-se as diferenças entre as facções que haviam lutado contra Huerta, o que desencadeou novos conflitos. Carranza, chefe da Revolução de acordo com o Plano de Guadalupe, convocou todas as forças à Convenção de Aguascalientes para nomearem um líder único. Nessa reunião Eulalio Gutiérrez foi designado presidente do país, mas as hostilidades reiniciaram-se quando Carranza rejeitou o acordo. Depois de derrotarem a Convenção, os constitucionalistas puderam iniciar os trabalhos de redação de uma nova constituição e conduzir Carranza à presidência em 1917. A luta entre facções estava longe de terminar. Durante o reajustamento das forças foram assassinados os principais chefes revolucionários: Zapata em 1919, Carranza em 1920, Villa em 1923 e Obregón em 1928.
Atualmente não existe um consenso sobre quando terminou o processo revolucionário. Algumas fontes situam-o no ano de 1917, com a proclamação da Constituição do México, algumas outras em 1920 com a presidência de Adolfo de la Huerta ou 1924 com a de Plutarco Elías Calles. Inclusivamente, há algumas que asseguram que o processo se prolongou até aos anos 1940.
Mais de dois milhões de mexicanos morreram na guerra.

## Antecedentes da revolução mexicana

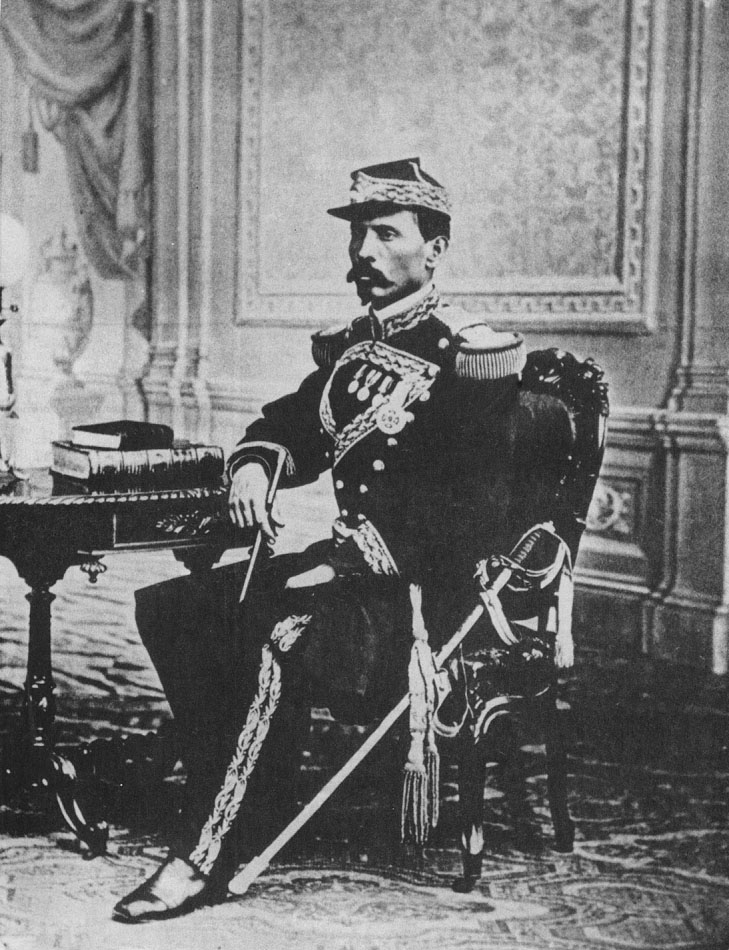
Fotografia do então coronel Porfirio Díaz, tomada em 1861. Com esta idade, Díaz era deputado federal e havia já participado em duas guerras, a saber: Revolução de Ayutla e Guerra da Reforma

Porfirio Díaz, um mestiço oaxaquenho que se destacou nos exércitos liberais que combateram grupos conservadores e que participou na intervenção francesa, havia assumido a presidência a partir de 1876 após o triunfo da rebelião de Tuxtepec, e no final do seu sétimo mandato, em 1910, havia mantido uma ditadura de 34 anos.[nota a] Durante os últimos anos do seu governo Díaz gozou de pouca credibilidade e os seus opositores eram cada vez mais numerosos devido a várias crises simultâneas em todos os âmbitos: social, político, econômico e cultural.

### Antecedentes econômicos e sociais
Durante o tempo colonial muitas localidades puderam conservar algumas propriedades comunais, designadas de forma genérica «ejidos». A Lei Lerdo de 1856 declarou baldias as propriedades corporativas, particularmente as da Igreja e comunidades indígenas. Entre 1889 e 1890 o governo de Díaz dispôs que as terras comunais tornar-se-iam emparceláveis. Os novos proprietários, desacostumados à propriedade privada, foram enganados por particulares ou funcionários. Como resultado muita da população indígena viu-se desapossada de terras, tendo que empregar-se nas fazendas próximas. Outra série de leis de demarcação dos anos 1863, 1883 e 1894, segundo as quais uma parcela sem o seu respetivo título poderia considerar-se como terreno baldio, propiciou àqueles que tinham os recursos necessários apossarem-se de grandes porções de terra. Em 1910 menos de 1% das famílias do México possuíam ou controlavam cerca de 85% das terras cultiváveis. As localidades rurais, que albergavam 51% da população, contavam apenas com pequenas porções de terra e a maior parte da população dependia das fazendas vizinhas. Além disso, as leis e a situação nacional favoreciam os fazendeiros, pois eles eram os únicos com acesso a créditos e a projetos de irrigação por exemplo. Por seu lado, as pequenas povoações e os agricultores independentes viam-se obrigados a pagar impostos altíssimos. Esta situação afetou grandemente a economia agrícola, pois as fazendas tinham grandes porções por cultivar e eram menos produtivas que as propriedades menores.
Outra das repercussões da demarcação de terras e do fracionamento das terras comunais indígenas foi que alguns deles rebelaram-se contra o governo. Os conflitos, que tiveram lugar nos finais do século XIX e princípios do século XX, foram protagonizados por maias, tsotsis, coras, huicholes e rarámuris, entre outros. Os conflitos mais duradouros foram os ocorridos em Yucatán, Quintana Roo e Sonora. Perante tais grupos adotou-se uma política de deportação, sendo Yucatán e Quintana Roo os principais destinos. No norte o governo de Díaz adotou contra os iaquis uma política de repressão violenta e deportação para o sul do país. O momento culminante contra este grupo teve lugar em 1908, momento no qual entre um quarto e metade da sua população havia sido enviada para as plantações de sisal em Yucatán. Mais tarde, estes grupos étnicos colaborariam com as forças revolucionárias.
No início do século XX começou a exploração petrolífera no México, ainda que as concessões tenham sido entregues a companhias estrangeiras como a Standard Oil e a Royal Dutch Shell. Este processo levou finalmente o país a uma transformação industrial. Os investidores estrangeiros, protegidos pelo governo, investiram em indústrias e na exploração de matérias-primas, foi dado impulso à mineração e modernizou-se a indústria têxtil, o que ademais desenvolveu o sistema ferroviário. Em 1910, já existiam 24 000 quilómetros de linhas ferroviárias.
No entanto, em 1907 desencadeou-se uma forte crise internacional nos Estados Unidos e Europa, o que levou a uma diminuição das exportações, encarecimento das importações e suspensão do crédito aos industriais. Esta situação criou muito desemprego, além de que diminuíram os rendimentos da restante população.
Uma seca que ocorreu em 1908 e 1909, afetou a produção agrícola, pelo que foi necessário importar-se milho no valor de 27 milhões de pesos. Esta situação afetou a grande parte da população, dado que o milho fazia parte da dieta de 85% da população.
A consequente diminuição na atividade econômica do país reduziu drasticamente as receitas do governo. Tentou-se resolver este problema diminuindo-se os salários da burocracia e aumentando os impostos e a base fiscal, o que afetou os membros da classe média, tanto urbana como rural, assim como os membros da classe alta que não estavam ligados aos «científicos», um grupo seleto de intelectuais, profissionais e homens de negócios que compartilhavam a crença no positivismo e darwinismo social e influíam na política do país.
Em termos gerais, a crise econômica desacreditou severamente a imagem presidencial e do grupo de elementos que lhe eram mais próximos.

### Antecedentes sociais

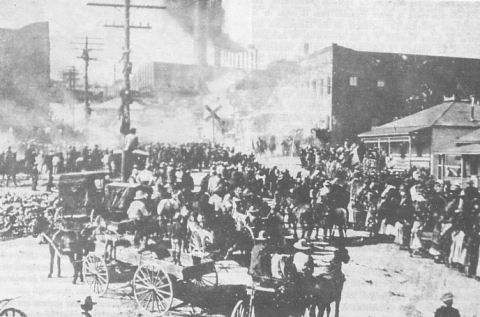
Greve de Cananea, 1 de julho de 1906

Durante o governo de Díaz existiam numerosos latifúndios, e 80% da população mexicana dependia do salário rural. Além disso, as tiendas de raya consistiam numa prática comum nestes lugares, onde se pagavam os salários dos trabalhadores em mercadorias. Mediante este sistema conseguia-se que os trabalhadores alcançassem tal valor de crédito, que ficavam endividados para toda a vida. Este sistema, juntamente com práticas que eram quotidianas como a contratação por logro ou a adjudicação de uma dívida inexistente, é conhecido como «enganche», um sistema que envolvia elementos coercivos, extra-econômicos e extralegais. Os distúrbios sociais no México começaram de alguma maneira nos anos 60 do século XIX.
As leis da nação eram raramente aplicadas nas fazendas, onde os trabalhadores eram vistos como escravos ou objetos de propriedade, existindo praticamente uma espécie de feudalismo. Além disso, atuava no campo o chamado Cuerpo de Rurales, o qual era um grupo policial encarregado de «manter a paz», geralmente recorrendo a métodos brutais. Outra prática deste grupo era a leva, ou recrutamento obrigatório.
Nas cidades, a partir de 1906 começaram a surgir numerosos movimentos operários —são representativas destes as greves de Cananea e Río Blanco—, que seriam reprimidos pelo governo mediante o uso da força militar.
Diversos intelectuais lutaram pela defesa dos direitos da classe operária, tais como Lázaro Gutiérrez de Lara, Práxedis G. Guerrero, Juan Sarabia e Ricardo Flores Magón, que havia alentado os movimentos operários em Cananea e Río Blanco. Um dos meios de comunicação desta linha era o jornal Regeneración, surgido em 1900. O movimento encabeçado por estes e outros intelectuais era de natureza complexa porque havia interpretações de diversas correntes de pensamento, desde o iluminismo até ao positivismo. Os irmãos Flores Magón chegaram mesmo a radicalizar-se notavelmente depois de serem expulsados do território mexicano. Em 1908 tentaram sublevar o país entrando pelo norte, mas o levantamento não teve grandes repercussões e provocou o declínio da sua influência.

### Antecedentes culturais
Desde o princípio do século começou a questionar-se o positivismo, ideologia que mantinha o grupo no poder, o que levou ao descrédito do darwinismo social, perpetrado pelos grupos de poder contra a população. Foi então que a maioria mestiça começou a reclamar maior participação na tomada de decisões, além de que o grupo dos «científicos» deixou de ser visto como congenitamente superior ou como o único capaz de dirigir o governo.

### Antecedentes políticos

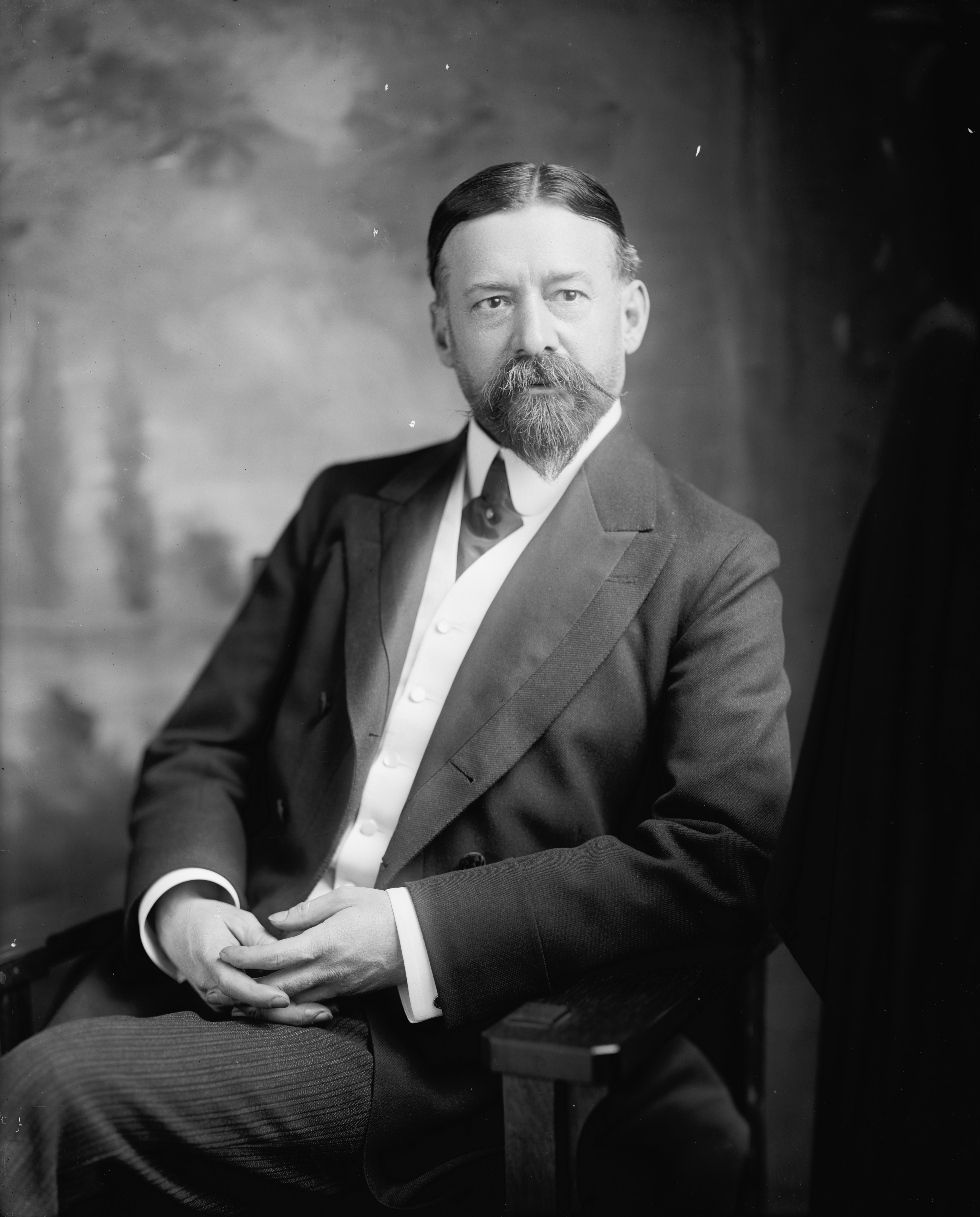
James Creelman, da Pearsons Magazine, realizou uma entrevista ao presidente Díaz em 1908 onde este último assegurava que deixaria a presidência ao terminar o seu mandato

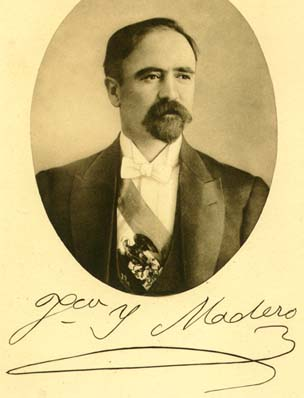
O coahuilense Francisco I. Madero liderou o Partido Nacional Antirreeleccionista e foi o autor do Plano de San Luis, que convocava a tomar as armas contra o governo de Díaz

O sistema político do governo de Díaz sofreu uma crise severa devido ao envelhecimento do presidente e da sua camarilha, conhecida comummente como «científicos», o que o tornou um sistema exclusivo ao qual não tinham acesso as novas gerações. Por outro lado, o sistema político de Díaz baseava-se no equilíbrio de poderes entre o grupo que lhe era mais próximo e os seguidores de Bernardo Reyes, conhecidos como «reyistas», mas devido à idade avançada do presidente, a questão da sucessão presidencial adquiriu maior importância. Assim, os científicos reduziram o poder político dos reyistas, que passaram então a ser membros da oposição. Esta decisão ocasionou também a concentração de poder político e econômico em várias regiões, tais como Chihuahua, Morelos e Yucatán, o que ocasionou descontentamento.
Em 1908 a situação política do país começou a agitar-se, ao ser conhecida uma entrevista realizada por James Creelman, repórter da Pearsons Magazine, ao então presidente do México em 18 de fevereiro desse ano.
Na entrevista referida, Díaz assegurava:
| “ | Esperei com paciência o dia em que o povo mexicano estaria preparado para selecionar e mudar o seu governo em cada eleição sem o perigo de revoluções armadas e sem estorvar o progresso do país. Creio que esse dia chegou. | ” |
|   | — Porfirio Díaz, [nota b]. |   |

A partir desse momento começaram a formar-se diversos clubes antirreeleicionistas em todo o país. No estado de Coahuila surgiu também o livro La sucesión presidencial en 1910, onde o seu autor, um fazendeiro de nome Francisco I. Madero, fazia uma análise da situação política mexicana e além disso criticava o governo de Díaz, ainda que de forma moderada.
Na sequência da entrevista de Creelman ao presidente Díaz, e da aparição do livro de Madero, surgiram vários partidos políticos, alguns a favor do governo atual e outros completamente contra. Entre eles encontravam-se o Partido Liberal Mexicano (no qual haviam participado entre outros Benito Juárez e Manuel Calero) e os reyistas (partidários do general Bernardo Reyes), que fundaram o Club de Soberanía Popular, embora posteriormente o general tenha sido eliminado da concorrência devido ter sido nomeado para uma comissão de serviço na Europa em 1909.
Afinal, Díaz decidiu candidatar-se novamente para presidente, juntamente com Ramón Corral para vice-presidente. Assim, em 1909, foi reorganizado o Club Reeleccionista por parte dos membros da aristocracia com a finalidade de promover a sua campanha. Como contraproposta surgiu o Centro Antirreleccionista, com Francisco I. Madero como figura central.

#### Francisco I. Madero

Excursões de Madero entre 1909 e 1910

Nascido em Parras, Coahuila, em 30 de outubro de 1873, filho de um fazendeiro e neto de um ex-governador de Coahuila, Francisco I. Madero estudou na França durante cinco anos, estudando economia e comércio.
Depois das declarações de Díaz na entrevista de Creelman, publicou um livro no qual fazia uma análise da situação política e ao mesmo tempo criticava o governo de Díaz. Numerosos ex-reyistas juntaram-se ao movimento antirreeleicionista, o que trouxe experiência política e mesmo militar ao movimento, além do apoio das classes sociais alta, média e baixa. Algumas das figuras importantes que se juntaram a este movimento foram Venustiano Carranza, Francisco Vázquez Gómez, Luis Cabrera e José M. Maytorena.
Madero realizou três excursões para promover clubes antirreeleicionistas estaduais com vista a celebrar uma convenção anual em abril de 1910, na qual se constituiria o Partido Nacional Antirreeleicionista e se designariam os candidatos para as próximas eleições. Madero foi detido por ordem do juiz de distrito de San Luis Potosí enquanto estava em Monterrey, acusado de incitar à rebelião, pelo que foi trasladado e confinado na prisão do estado. Quarenta e cinco dias depois foi posto em liberdade sob fiança, ainda que sem a possibilidade de sair do estado. Durante este mesmo período realizaram-se as eleições presidenciais.

#### Plano de San Luis
As eleições realizaram-se em 26 de junho desse ano, resultando eleitos Díaz e Corral. Durante o mês de setembro foram levadas a cabo numerosas celebrações da independência, às quais assistiram embaixadores e ministros plenipotenciários de diversos países que mantinham relações internacionais com o país: da Espanha o representante pessoal de Alfonso XIII o marquês Camilo de Polavieja, que levou o uniforme de José María Morelos y Pavón para entregá-lo ao governo mexicano; pelos Estados Unidos assistiu o embaixador especial Curtiss Guild; estiveram também presentes Carl Buenz embaixador especial da Alemanha; Chan Tin Fang, embaixador da China; o major-general Enrique Loynaz de Cuba; e Paul Lafebre da França entre outros.
Em 6 de outubro Madero escapou de San Luis Potosí com destino a San Antonio, Texas, onde se reuniu com os seus familiares e partidários. Ali redigiu junto com um pequeno grupo—entre os quais se destacavam Juan Sánchez Azcona (ex-reyista) e Roque Estrada— um documento conhecido como Plano de San Luis, contudo na realidade o texto apareceu datado de 5 de outubro em San Luis Potosí. O plano convocava à luta armada; declarava nulas as eleições para presidente, vice-presidente, magistrados do Supremo Tribunal, e deputados e senadores; reconhecia-se Madero como presidente provisório e «Chefe da Revolução»; e insistia-se em reivindicações de caráter social para indígenas e operários. Além disto, assinalava o dia 20 de novembro como a data em que todos os mexicanos deviam levantar-se em armas contra o governo. Junto com este documento, Madero escreveu um manifesto dirigido ao Exército Federal, no qual o exortava a unir-se ao movimento revolucionário.
Aquiles Serdán, um político mexicano que fugira para os Estados Unidos depois das eleições, recebeu de Madero a incumbência de organizar a revolução em Puebla, donde era originário. Em 18 de novembro, um grupo de polícias acorreu ao seu domicílio, onde eram guardadas as armas. Aquiles resistiu junto aos seus irmãos, sendo rodeados por 400 soldados e 100 polícias. Por fim foram assassinados na cave da vivenda.
No dia 19 Madero partiu do Texas e no dia 20 cruzou o rio Bravo para regressar a território mexicano, onde o esperavam alguns ex-militares e alguns poucos voluntários civis. Depois de algumas escaramuças de pouca importância, Madero regressou aos Estados Unidos para reorganizar o movimento, mas evitou dirigir-se para San Antonio, pois ali havia sido emitida uma ordem de detenção contra ele. Dirigiu-se então para Nova Orleães.
Embora a morte de Serdán parecesse um fracasso da tentativa revolucionária, a luta armada teve resposta no ocidente de Chihuahua, não da parte dos antirreeleicionistas, mas da gente do povo e zonas rurais. Mais tarde estendeu-se aos estados vizinhos de Sonora, Durango e Coahuila.

## Revolução maderista

Principais confrontos durante a revolução maderista

Em 14 de novembro, Toribio Ortega, acompanhado por cerca de setenta homens, adiantou-se na luta armada, pois havia sido descoberto e havia sido ordenada a sua detenção, pelo que se rebelou contra o governo federal na localidade de Cuchillo Parado, no estado de Chihuahua, unindo-se posteriormente a outro grupo rebelde maderista.
Em 20 de novembro, data marcada para o início da revolução mexicana, ocorreram treze levantamentos: oito em Chihuahua, um em Durango, um em San Luis Potosí e três em Veracruz, todos principalmente em zonas rurais. Dentre estes movimentos destacaram-se os de Pascual Orozco e Francisco Villa em Chihuahua; José María Maytorena e Eulalio e Luis Gutiérrez em Coahuila; Jesús Agustín Castro em Gómez Palacio, Durango; Cesáreo Castro em Cuatro Ciénegas, Coahuila; José de la Luz Blanco em Cuchillo Parado, Chihuahua; os irmãos Figueroa em Guerrero; e Emiliano Zapata em Morelos.
O primeiro confronto entre revolucionários e tropas federais teve lugar em 21 de novembro em Ciudad Guerrero, Chihuahua, no qual as hostes de Pascual Orozco, seguidor de Abraham González, enfrentaram o terceiro regimento de cavalaria, sob o comando do capitão Salvador Ormachea. Orozco apoderou-se finalmente da cidade em 30 de novembro e partiu para Pedernales, onde derrotou as tropas federais. No final desse mês, a luta havia-se estendido a sete estados da república.
Em 15 de dezembro de 1910, Francisco Villa foi desalojado de San Andrés por tropas federais sob o comando do tenente coronel Agustín Martínez. Posteriormente enfrentou o general Navarro e decidiu retirar-se para Parral.
Díaz assumiu o controlo do exército federal desde a capital e ordenou ao general Navarro que retomasse Ciudad Guerrero com a ajuda do 20° batalhão de infantaria. Os revolucionários e os federais enfrentaram-se no canhão Mal Paso, e os seguidores maderistas tiveram que retirar-se após seis horas de combate. Um par de dias depois, após quatro horas e meia de luta, os revolucionários conseguiram vencer. Díaz ordenou que fossem reforçadas as tropas de Navarro, o qual entrou em Ciudad Guerrero em 6 de janeiro sem combater, pois a cidade havia sido abandonada.
Em Zacatecas, Luis Moya levantou-se em armas, vencendo posteriormente as tropas federais em Aguaje, Durango. Pouco depois tomou a praça de San Juan de Guadalupe, nesse mesmo estado. Salvador Alvarado e Juan Cabral tomaram as armas no estado de Sonora, ocupando os povoados de Cuquiarachi, Frontera e Bacoachi. Severiano Talamantes, por seu lado, fez o mesmo em Sahuaripa, enquanto Praxedis Guerrero sublevou-se em Janos, no estado de Chihuahua, mas foi morto pelas tropas federais.

### Madero regressa ao país
Entrando por Zaragoza, a sudeste de Ciudad Juárez, em 14 de fevereiro de 1911, Madero decidiu regressar ao México acompanhado de alguns seguidores, colaboradores e do seu irmão Gustavo, com o propósito de assumir a liderança do movimento armado, melhorar a sua organização e permitir-lhe poder atacar povoações de maior tamanho. Em 6 de março, Madero, à frente de cerca de 800 irregulares, decidiu atacar Casas Grandes, Chihuahua, mas foi derrotado pelo 18° batalhão de infantaria sob o comando do coronel Agustín A. Valdéz. Durante o combate, foi ferido num braço. Paralelamente surgiram mais movimentos no país, como nos estados de Guerrero e Morelos, estendendo o conflito praticamente a todo o território mexicano.
Madero retirou-se para reorganizar as suas forças e recebeu o apoio de Pascual Orozco e Francisco Villa, que operavam no cinturão de Chihuahua. Com pouco mais de 1 500 soldados, quis atacar a capital do estado, mas decidiu posteriormente invadir Ciudad Juárez, cidade situada junto à fronteira com os Estados Unidos.
Perante esta situação, Porfirio Díaz tomou várias medidas desesperadas como suspender as garantias individuais. Ademais, perante a notícia de que os Estados Unidos estavam a reunir o seu exército na fronteira, tentou negociar um acordo de paz.
É importante salientar que o movimento antirreeleicionista transformou-se durante o processo militar: de oposição derivou em rebelião, pelo que o movimento urbano da classe média converteu-se numa luta popular e rural, com novos líderes dispostos à luta armada que não tinham participado no movimento que rechaçava a reeleição de Porfirio Díaz, como Pascual Orozco —arrieiro e comerciante—, Pancho Villa —que tinha sido salteador além de ter uma grande variedade de ofícios e trabalhos— ou Emiliano Zapata —domador de potros que liderava reivindicações agrárias em Anenecuilco—. Ao movimento haviam-se juntado rancheiros do norte do país, vaqueiros, trabalhadores ferroviários, mineiros, operários, artesãos, professores rurais, rancheiros do sul, entre outros, os quais tinham pouca afinidade com a figura de Madero. Por estes motivos, este último quis dar a luta por terminada prematuramente.

### Conversações entre os maderistas e o governo

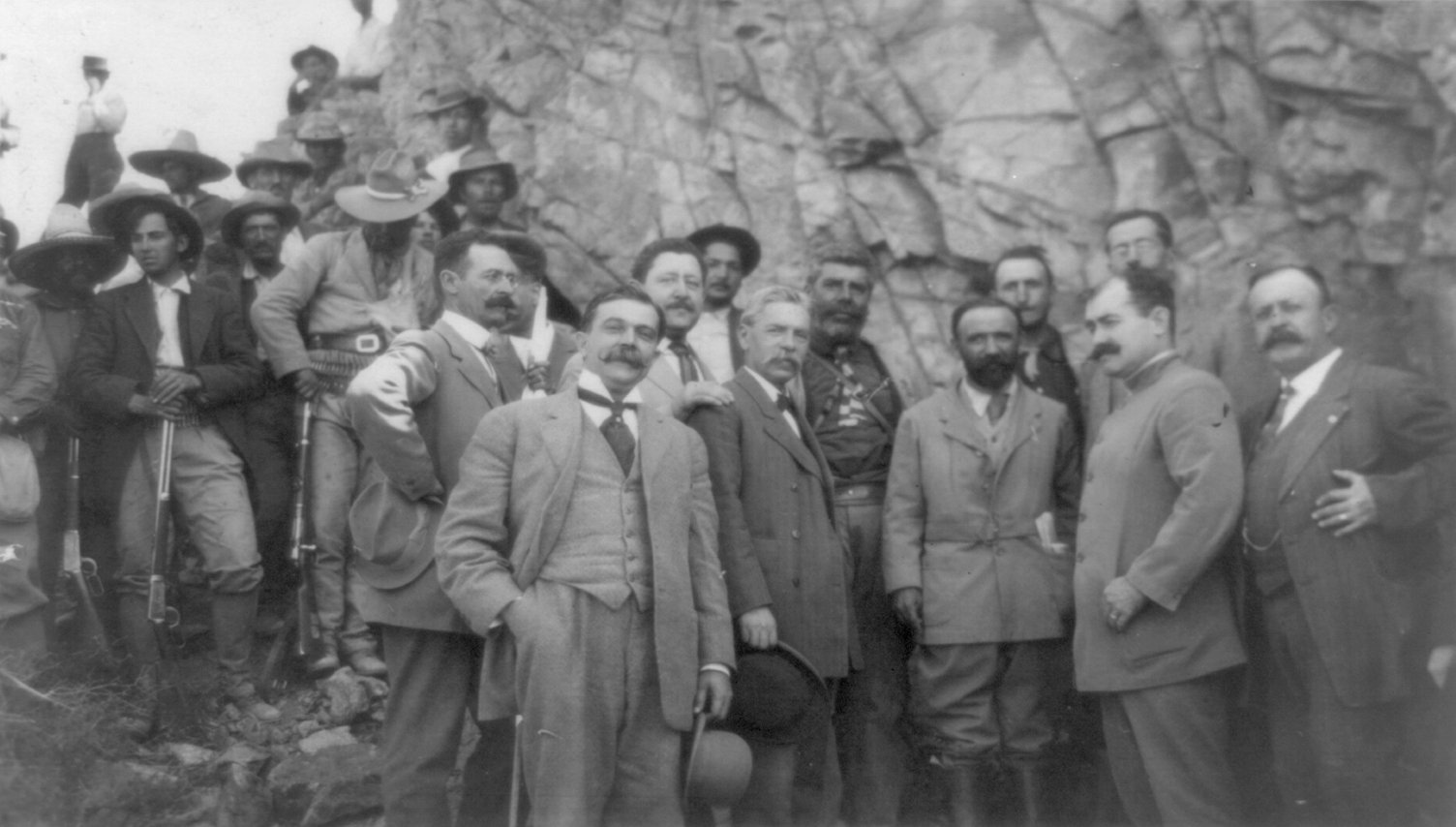
Francisco I. Madero e líderes revolucionários; 24 de abril de 1911

O pai de Madero e o seu irmão Gustavo reuniram-se com José Ives Limantour, ministro da Fazenda e Crédito Público, em Nova Iorque. Durante o encontro entregaram-lhe uma proposta da Junta Revolucionária, onde se pedia ao governo a adopção da não-reeleição, a renúncia do vice-presidente Corral, a democratização do governo e que fora garantida a liberdade política.
No seu regresso à capital, Limantour convenceu Díaz a efetuar mudanças no seu gabinete, pelo que todos, à exceção de dois funcionários, foram substituídos. Além disso, Díaz enviou uma iniciativa de lei ao Congresso para proibir a reeleição. As mudanças referidas pareceram insuficientes a Madero, que continuou a insistir na renúncia de Díaz e Corral.
As negociações entre os maderistas e o governo continuaram, tentando-se chegar a um arranjo segundo o qual Díaz permaneceria no poder. Representantes porfiristas ofereceram inclusivamente a renúncia de Corral, a faculdade de os maderistas poderem nomear quatro ministros do gabinete e catorze governadores. Apesar de Madero estar disposto a aceitar, os seus colaboradores opuseram-se, pelo que as negociações foram terminadas.
Desde 11 de abril, Madero e as suas tropas estabeleceram um quartel-general próximo de Ciudad Juárez, nas margens do rio Bravo, acordando-se mais tarde um armistício.
Em 7 de maio, o presidente Díaz declarou no diário La Nación o seguinte manifesto:
A rebelião iniciada em Chihuahua em novembro do ano passado e que paulatinamente tem vindo a estender-se, fez com que o governo ao qual presido acudira, como era o seu estrito dever, a combater militarmente o movimento armado[...]
Alguns cidadãos patriotas e de boa vontade ofereceram-se espontaneamente para servirem de mediadores com os chefes rebeldes; e ainda que o governo acreditasse não dever iniciar qualquer negociação, porque tal seria ignorar os títulos legítimos da sua autoridade, deu ouvidos às palavras de paz, manifestando que escutaria as proposições que lhe apresentassem.
O resultado dessa iniciativa privada foi[...] que se concertasse uma suspensão das hostilidades entre o General Comandante das forças federais em Ciudad Juárez e os chefes levantados em armas que operam naquela região, para que durante a trégua o governo tomasse conhecimento das condições ou bases às quais haveria de sujeitar-se o restabelecimento da ordem[...]
A boa vontade do governo e o seu desejo manifesto de fazer concessões amplas e de dar garantias eficazes da oportuna execução dos seus propósitos, foram interpretados, sem dúvida, pelos chefes rebeldes como debilidade ou pouca fé na justiça[...] as negociações fracassaram devido à exorbitância da exigência prévia[...]
Por último, fazer depender a presidência da República[...] da vontade ou do desejo de um grupo mais ou menos numeroso de homens armados, não é, decerto, restabelecer a paz[...]
O Presidente da República[...] retirar-se-á, sim, do poder, quando a sua consciência lhe diga que ao retirar-se, não entrega o país à anarquia e fá-lo-á de forma decorosa[...]
Como resultado, no dia seguinte retomaram-se as hostilidades.

### Tomada de Ciudad Juárez

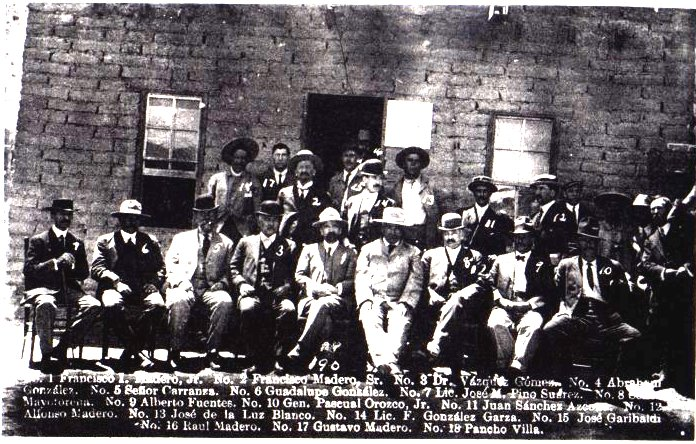
Fotografia dos vencedores da Tomada de Ciudad Juárez

Ciudad Juárez era defendida pelo general Juan Navarro e pelo coronel de infantaria Manuel Tamborrell, os quais estavam encarregados das tropas e da guarnição respetivamente. Os revolucionários, liderados por Orozco e Villa, desobedecendo às ordens de Madero, atacaram a guarnição de Ciudad Juárez nos dias 8 e 9 de maio conseguindo penetrar as suas trincheiras. Madero tentou, sem sucesso, deter a investida, mas mais rebeldes uniram-se paulatinamente à transgressão, pelo que finalmente decidiu dar ordem ao resto dos seus homens para prosseguirem o assalto.
As tropas revolucionárias tomaram finalmente a praça no dia 10, obrigando o general Navarro a capitular. Então, Madero, de acordo com o Plano de San Luis, foi nomeado presidente provisório e constituiu o seu Conselho de Estado, no qual incluía entre outros a Venustiano Carranza, o seu irmão Gustavo e José María Pino Suárez.
Em 17 de maio assinou-se um armistício de cinco dias aplicável a toda a República mexicana. No final deste, firmou-se um tratado de paz na referida cidade, o qual pôs fim à revolução maderista.

#### Tratado de Ciudad Juárez

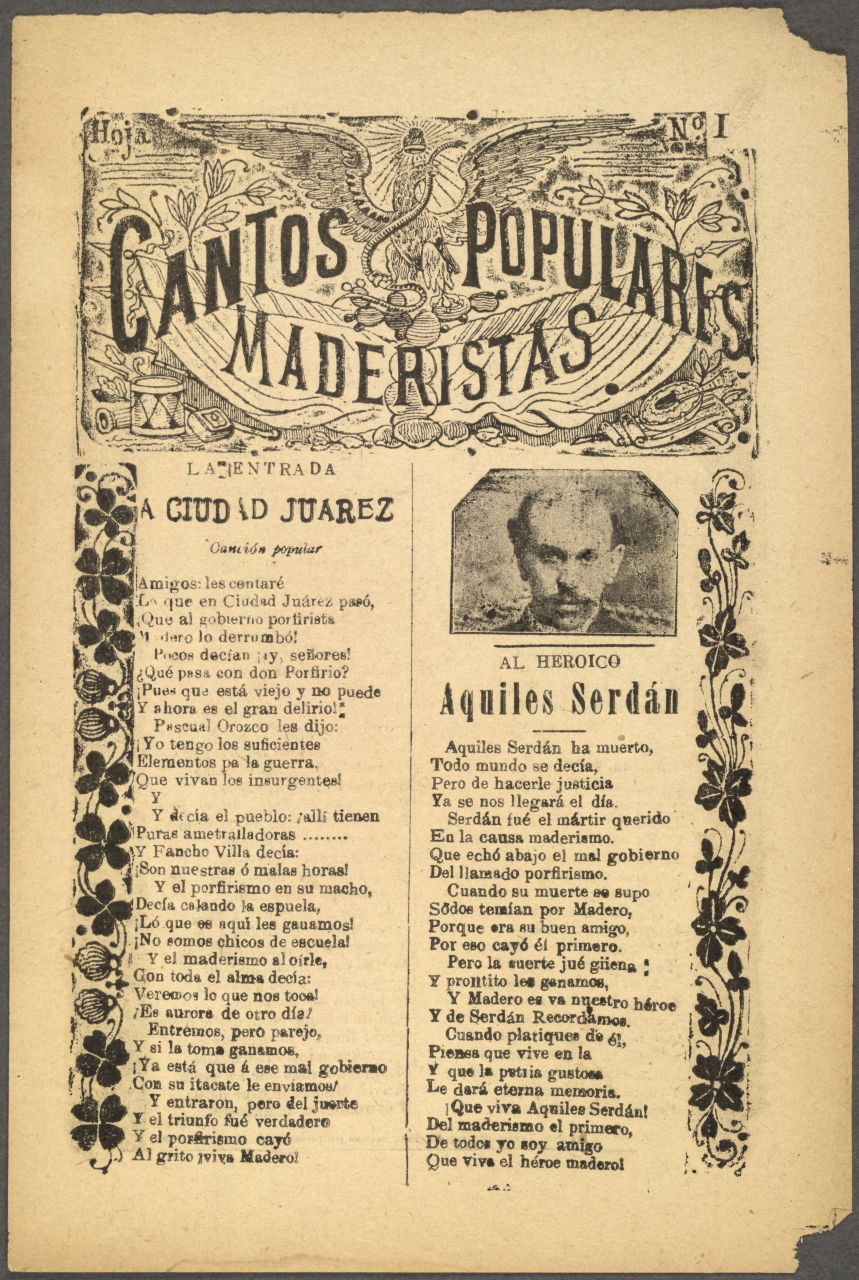
Cópia de cantos populares da época a favor do maderismo, com a letra de uma canção relatando a tomada de Ciudad Juárez

No dia 21 desse mês foi assinado nessa mesma cidade um documento conhecido como Tratado de Ciudad Juárez, o qual estabelecia o seguinte:
1. Que o senhor general Porfírio Díaz manifestou a sua resolução de renunciar à presidência da República antes de que termine o mês em curso.
2. [...]que o senhor Ramón Corral renunciará igualmente à vice-presidência[...]
3. Que […] o senhor Francisco León de la Barra […] encarregar-se-á interinamente do Poder Executivo da nação e convocará eleições […]
4. Que o novo governo […] acordará o conducente às indemnizações pelos prejuízos causados diretamente pela Revolução […]

### Renúncia de Díaz
No dia 25 de maio, Porfirio Díaz apresentou-se na Câmara de Deputados para entregar a sua renúncia ao plenário, mediante um documento no qual ele declarava:
Presente.

O Povo mexicano, esse povo que tão generosamente me cobriu de honras, que me proclamou seu caudilho durante a guerra de Intervenção[...] insurrecionou-se em grupos de milhares armados, manifestando que a minha presença no exercício do Supremo Poder Executivo, é a causa da sua insurreição.

Não conheço facto algum que me seja imputável que motivara esse fenómeno social; mas permitindo, sem conceder, que possa ser culpado inconsciente, essa possibilidade faz da minha pessoa a menos apropriada para raciocinar e dizer sobre a minha própria culpabilidade.
Em tal conceito[...] (v)enho ante a Suprema Representação da Nação a demitir sem reserva o encargo de Presidente Constitucional da República[...]

Em 31 de maio, Díaz abordou no porto de Veracruz o barco a vapor alemão Ypiranga rumo à Europa, onde permaneceu no exílio até 2 de julho de 1915, data em que faleceu.

### Interinato de León de la Barra

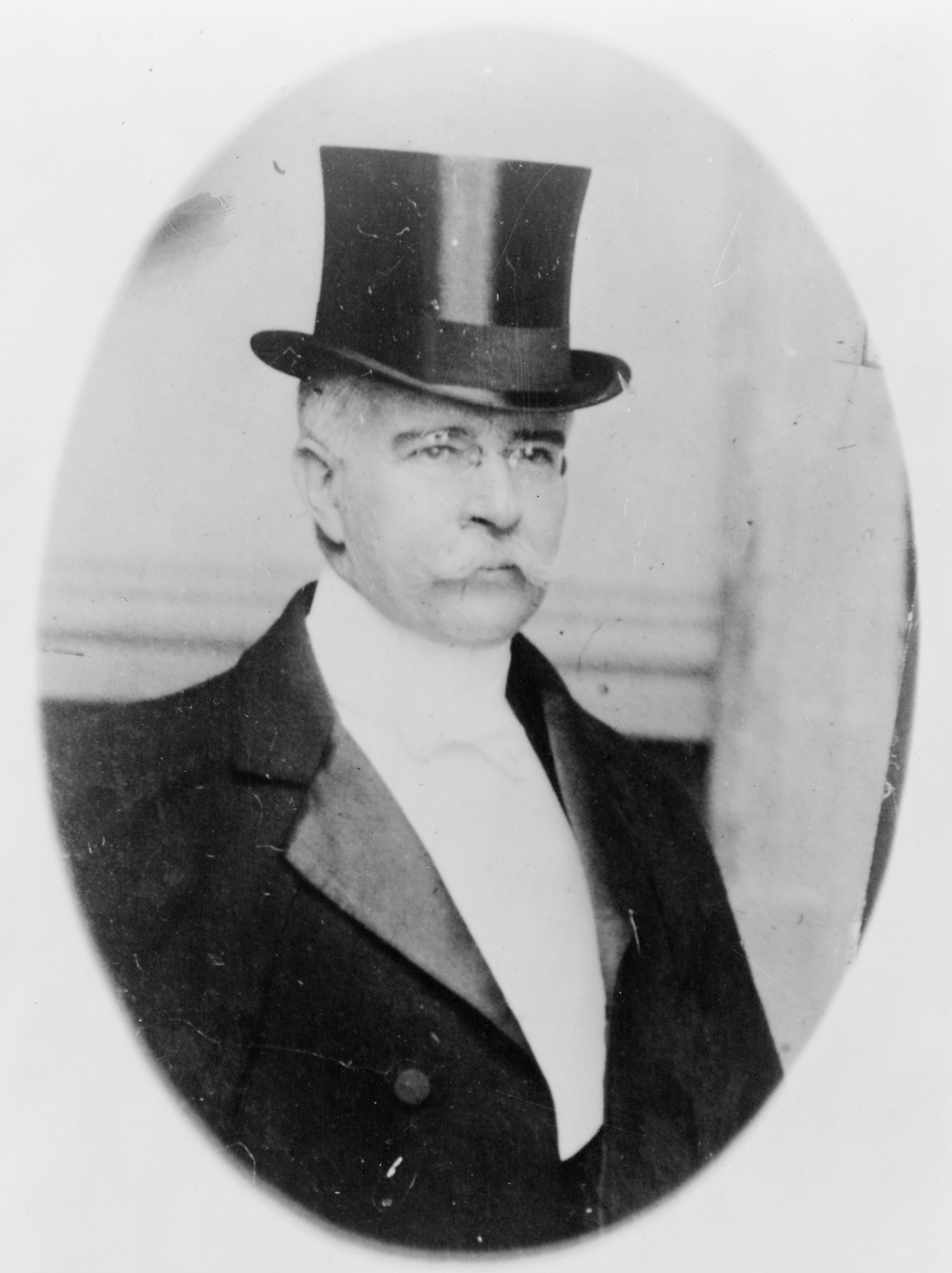
Francisco León de la Barra assumiu a presidência interina após a renúncia de Porfirio Díaz

As renúncias tanto do presidente como do vice-presidente deram lugar a que o então secretário de Relações Exteriores, Francisco León de la Barra, tomara posse como presidente no mesmo dia 25 de maio de forma interina, mantendo-se no poder cerca de seis meses.
De la Barra formou um gabinete plural no qual se incluíam porfiristas, maderistas e independentes, o que ocasionou uma grave crise política, aumentada pela atitude tomada por Madero relativamente aos grupos revolucionários, a qual causou fraturas severas. Durante o interinato, De la Barra e Madero protagonizaram um antagonismo constante.

#### Conflito com o Zapatismo
Conforme os Tratados de Ciudad Juárez, León de la Barra tentou acelerar o processo de licenciamento das tropas revolucionárias. Calcula-se que dos 60 000 rebeldes, apenas 16 000 organizaram-se em novos corpos de Rurales, regressando a maioria à vida quotidiana. O maior opositor ao desarmamento e desmobilização das tropas foi Emiliano Zapata, que pedia que se cumprisse primeiro o prometido por Madero no Plano de San Luis sobre a restituição de terras. Perante esta situação, Madero encontrou-se entre a postura do presidente interino, a qual era apoiada pelos fazendeiros do estado de Morelos, e as reclamações das tropas revolucionárias, que pediam que o prometido fosse cumprido.
Numa tentativa de conciliação, Madero reuniu-se com Zapata em Cuautla em 18 de agosto de 1911, onde se comprometeu a resolver o problema agrário em troca do licenciamento das tropas zapatistas. Adicionalmente, pediu a Zapata que confiara nas negociações com o governo. Inicialmente, De la Barra pareceu estar de acordo com as petições de Zapata, mas em lugar de continuar as conversações ordenou ao general Victoriano Huerta, que se encontrava no mesmo estado de Morelos, que reprimira pela força o movimento zapatista. Madero teve que sair fugindo de regresso à Cidade do México, enquanto Zapata e alguns dos seus homens retiraram-se para as serras de Puebla e Guerrero. Pouco depois, Zapata deu a conhecer um manifesto dirigido ao povo de Morelos, no qual acusava os «traidores científicos» de quererem retomar o poder enquanto por outro lado desculpava Madero. Adicionalmente, proclamava a existência do Exército Libertador do Sul.

#### Divisões internas do movimento
Durante o interinato, Bernardo Reyes regressou ao país, assegurando que tinha interesse em unir-se à «revolução legalizada». Numa reunião entre Reyes, de la Barra e Madero, este último ofereceu a Reyes o ministério de Guerra, embora, ante o descontentamento dos revolucionários, esta oferta tenha sido retirada.
Outro conflito surgiu com os irmãos Vázquez Gómez. Um deles, Emilio Vázquez Gómez, exercia funções como ministro do Interior e advogava o não licenciamento das tropas revolucionárias, pelo que a sua relação com de la Barra não era cordial. O presidente pediu a Madero que solicitasse a sua renúncia, a qual se tornou efetiva em 1 de agosto. Três semanas depois promulgou-se o Plano de Texcoco, assinado por Andrés Molina Enríquez, o qual desconhecia o governo do presidente de la Barra e chamava à continuação da luta armada. Como consequência, Molina foi posto sob prisão.
Além disso, em 31 de outubro de 1911, foi proclamado o Plano de Tacubaya, firmado por Paulino Martínez, jornalista da oposição, que viria a converter-se em ideólogo do zapatismo. Nesse documento afirmava-se que o «Chefe da Revolução» havia traído os seus próprios princípios assentados no Plano de San Luis, e acusava-o de rodear-se de membros do antigo regime.

#### Eleições presidenciais
No meio de tais conflitos começou a preparar-se a próxima eleição. Madero formou o Partido Constitucional Progressista, baseado no Antirreeleicionista e no Plano de San Luis, o qual apresentava como candidatos Madero para a presidência e José María Pino Suárez para a vice-presidência. O rompimento com Vázquez Gómez para estas eleições, ele que havia sido seu companheiro de candidatura nas eleições anteriores, provocou o distanciamento de muitos ex-reyistas, experientes na política nacional.
O Partido Nacional Católico, fundado em 3 de maio de 1911, apresentou Madero para a presidência e de la Barra à vice-presidência. O partido reyista por seu lado, propunha Bernardo Reyes para a presidência, e o Partido Liberal Puro propunha Emilio Vázquez Gómez.
As eleições realizaram-se no mês de outubro, resultando vencedores Francisco I. Madero para a presidência (com 99% dos votos) e José María Pino Suárez para a vice-presidência, tendo o seu mandato início em 6 de novembro.

## Presidência de Madero (1911-1913)
Durante este período de transição, em 27 de novembro de 1911 modificaram-se os artigos 78º 3 109º da constituição mexicana, proibindo assim as reeleições do presidente e vice-presidente, ainda que este pudesse candidatar-se no período imediato. Além disso, em dezembro de 1911 formulou-se a lei eleitoral, a qual foi reformada em maio de 1912. A instauração de tal lei tinha como finalidade ampliar a liberdade eleitoral, limitar a intervenção estatal nas eleições e expandir o universo de eleitores, procurando uma maior igualdade eleitoral.
Durante o mandato de Madero a pirâmide do poder transformou-se na sua quase totalidade: surgiram novos governadores, muito diferentes dos que haviam participado no governo de Díaz, além de que os antigos chefes políticos se viram substituídos por um novo aparelho governativo dominado pelas classes médias, embora os operários e os camponeses tenham continuado afastados dos processos políticos.

### Movimento zapatista

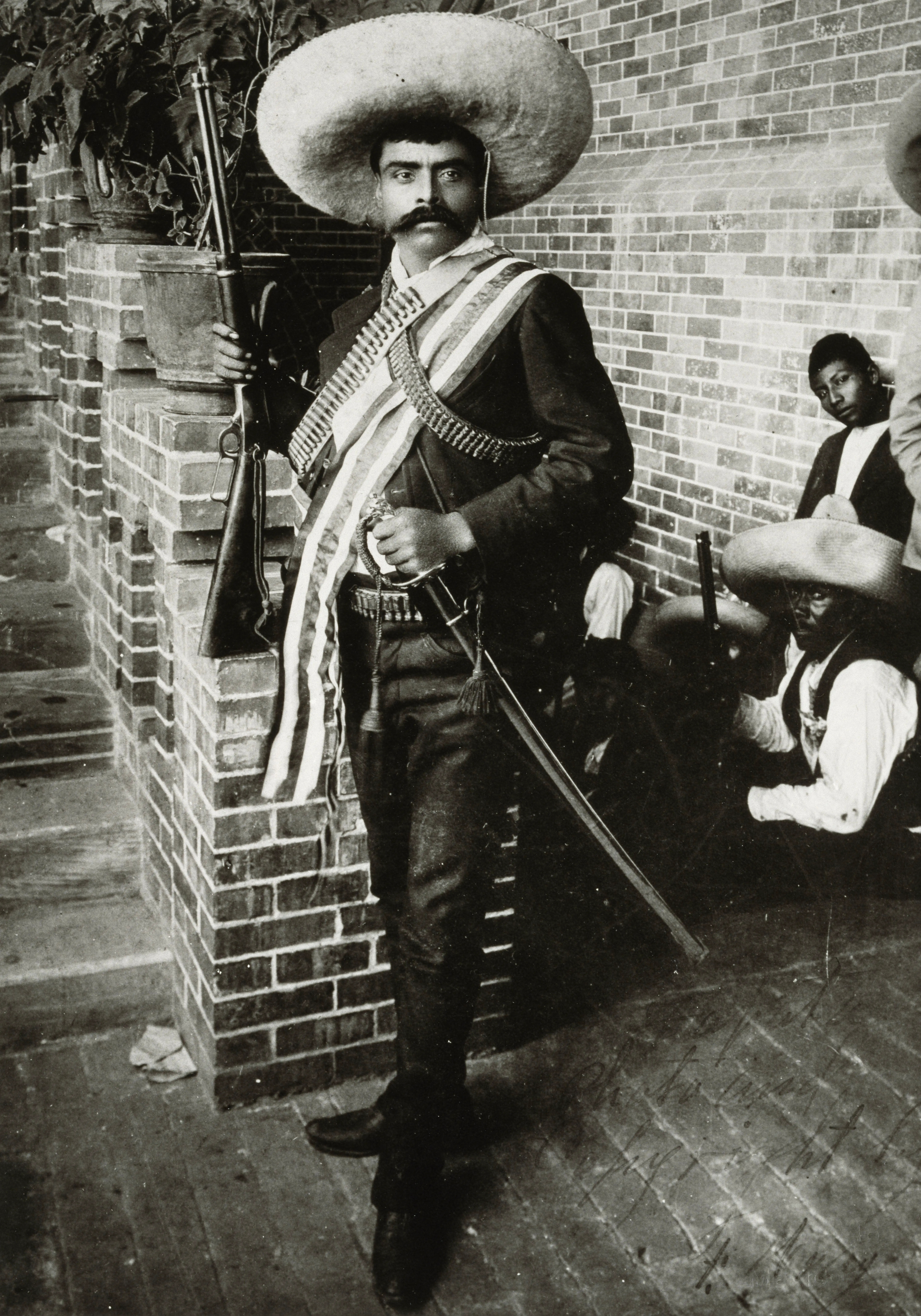
Emiliano Zapata proclamou o Plano de Ayala, documento que desconhecia o governo maderista

Dois dias após a tomada de posse de Madero, o presidente enviou um representante a Morelos pedindo que Zapata licenciasse as suas tropas. Zapata colocou como condições que a demissão do governador do estado Ambrosio Figueroa , a retirada das tropas federais, indultos e salvo-condutos para os integrantes do seu exército e o estabelecimento de uma lei agrária que melhorasse a qualidade de vida no campo. Madero rejeitou as condições e enviou o exército a Villa de Ayala onde este estabeleceu um cerco e abriu fogo com a intenção de terminar com o movimento. Zapata e os seus homens conseguiram fugir para o estado de Puebla, e em 28 de novembro deram a conhecer o Plano de Ayala, documento redigido por Otilio Montaño e assinado por elementos do Exército Libertador do Sul. No referido documento acusava-se Madero de haver imposto o vice-presidente e os governadores dos estados contra a vontade popular, de ser um ditador e de estar em «conluio escandaloso com o partido científico, fazendeiros feudais e caciques opressores inimigos da revolução». Além disto, reconhecia-se Pascual Orozco como «Chefe da Revolução» e, no caso de este não aceitar, o chefe seria Emiliano Zapata.
Ao inteirar-se do Plano de Ayala, o presidente Madero redobrou os esforços para acabar com o movimento, sem o conseguir, o que ao mesmo tempo o levou a uma maior inimizade com os fazendeiros.
Ao longo de 1912 a luta entre zapatistas e o governo foi de intensidade reduzida, entre poucos e pequenos grupos rebeldes zapatistas e as tropas do general Felipe Ángeles, que havia recebido instruções de Madero para que a luta não fosse excessivamente violenta.

### Levantamento de Pascual Orozco
Desde o momento em que Pascual Orozco desobedeceu às ordens de Madero e se dirigiu a atacar Ciudad Juárez romperam-se as relações entre estes dois personagens. A situação agravou-se quando não foi eleito para formar parte do gabinete do governo provisório formado depois da assinatura dos Tratados de Ciudad Juárez e quando durante as eleições para governador de Chihuahua, Orozco perdeu frente ao candidato apoiado por Madero, Abraham González.
Em março de 1912 Orozco desconheceu o governo de Madero e incitou à revolta armada contra ele por meio do Plano orozquista. O seu movimento conseguir convocar as classes populares, média e alta, além de que tomou força após derrotar Villa. Victoriano Huerta foi enviado pelo governo maderista para sufocar a rebelião. Depois de derrotar os orozquistas converteu-se em herói nacional, ganhando a confiança do presidente.

### Movimentos contrarrevolucionários

#### Rebeliões de Bernardo Reyes e Félix Díaz

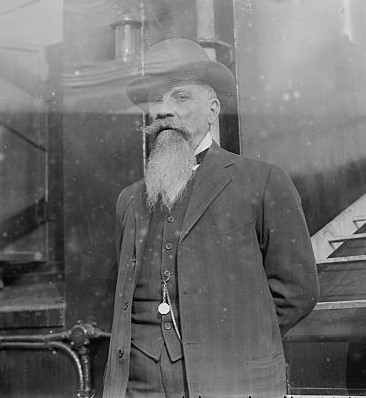
O general Bernardo Reyes convocou um levantamento armado. Ante o fracasso entregou-se e foi encarcerado na Cidade do México

Bernardo Reyes tentara competir nas eleições presidenciais de 1911, mas perante as ameaças dos maderistas decidiu sair do país e desde San Antonio, Texas, lançõu o Plano de La Soledad em novembro de 1911, o qual procurava rejeitar o governo de Madero. Regressou ao México em 5 de dezembro mas deparou-se com a deserção dos seus seguidores, pelo que acabou por entregar-se às autoridades federais. Foi encarcerado na prisão de Santiago Tlatelolco e posteriormente julgado por um tribunal de guerra acusado de sedição. O referido tribunal considerou-o culpado, enviando-o a um tribunakl marcial.
No estado de Veracruz, Félix Díaz, sobrinho de Porfirio Díaz, levantou-se em armas em 16 de outubro de 1912 seguido por alguns militares da zona. Contudo, o movimento não teve a repercussão esperada e em poucos dia foi derrotado pelas tropas federais. Em 23 de outubro Félix Díaz foi capturado e levado para a Cidade do México, onde foi encarcerado. Foi submetido a um tribunal de guerra, que o condenou à morte. Apesar disso, sob pressão de membros do Supremo Tribunal (porfiristas), a pena foi comutada em prisão perpétua.

#### Intervenção do embaixador Wilson

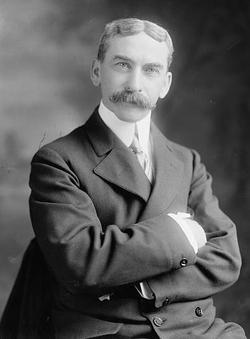
O embaixador dos Estados Unidos no México, Henry Lane Wilson, envolveu-se na política nacional mexicana

O embaixador dos Estados Unidos no país durante o governo de Madero era Henry Lane Wilson, o qual, inimizado com Madero, interveio na política nacional para derrubá-lo. Wilson teve várias fricções com o governo mexicano porque este não havia favorecido os interesses comerciais de investidores estadunidenses, e ao invés, proclamara uma série de medidas nacionalistas que os afetavam. Por exemplo, uma nova legislação ferroviária fez com que os trabalhadores estadunideses que não soubessem falar espanhol fossem substituídos por trabalhadores mexicanos. Ademais, uma nova legislação sobre a exploração petrolífera no país obrigava os estrangeiros a pagar impostos.
Wilson encarregou-se então de aumentar as fricções entre ambos os países ao enviar ao seu governo relatórios alarmistas sobre a situação do país, o que levou os Estados Unidos a exigirem que fosse salvaguardada a integridade dos seus cidadãos radicados no México e que fossem garantidos os investimentos realizados.

### A Dezena Trágica

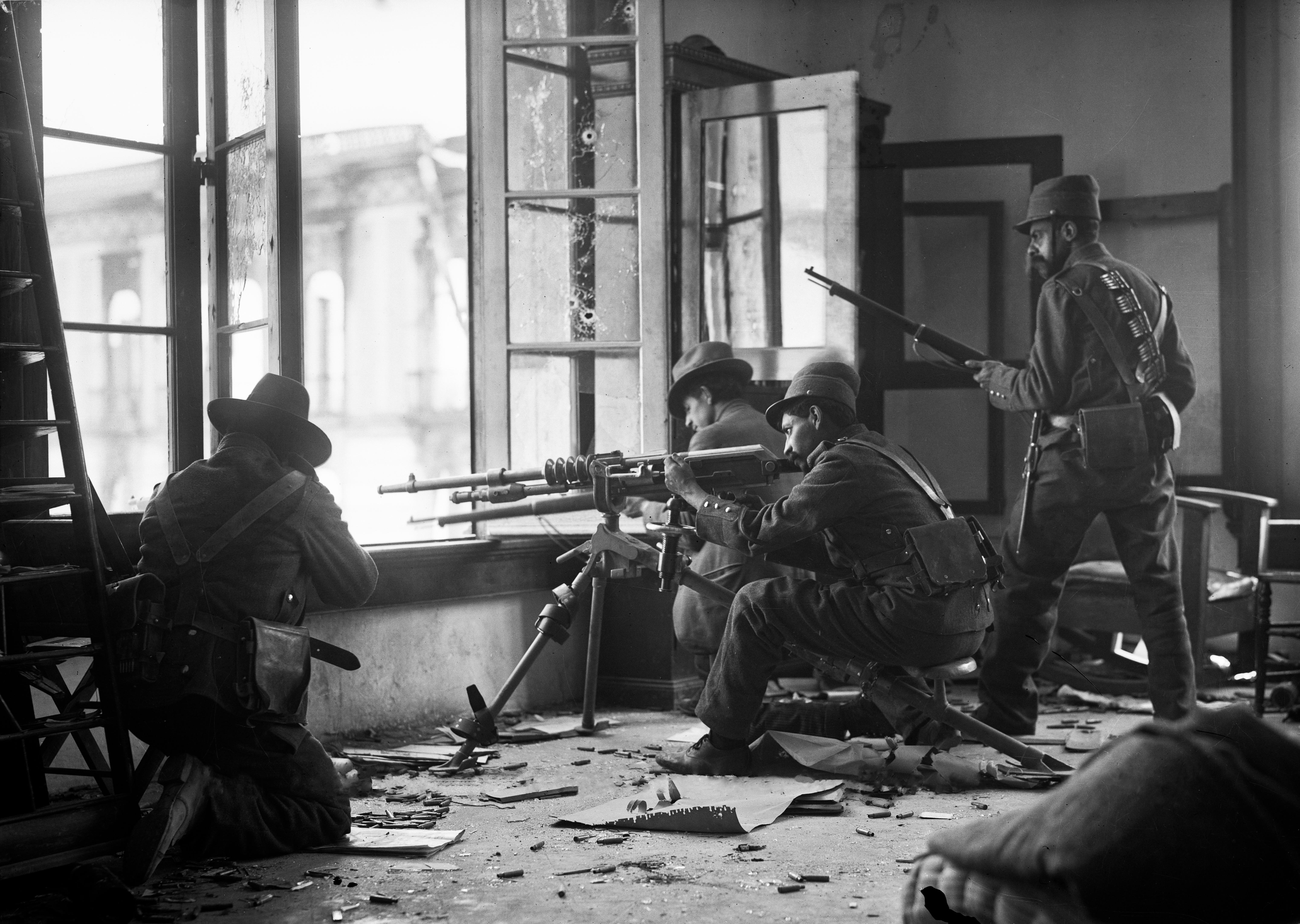
Soldados sublevados durante a Dezena Trágica

Desde meados de 1912 desenvolvia-se uma conspiração na qual participaram Rodolfo Reyes, filho de Bernardo, e os generais Manuel Mondragón, representante de Félix Díaz, e Gregorio Ruiz.
No dia 9 de fevereiro iniciou-se o golpe de Estado que se consumou em dez dias, pelo que este acontecimento ficou conhecido como a «Dezena Trágica». Durante esses dias rebelaram-se os alunos da Escola de Aspirantes de Tlalpan e a tropa do quartel de Tacubaya. Marcharam em duas colunas: uma em direção a Tlatelolco e outra em direção a Lecumberri, com a finalidade de libertarem o general Bernardo Reyes e Félix Díaz.
Depois de ser libertado, Reyes dirigiu-se ao Zócalo da Cidade do México, onde procurava que a guarnição do Palácio Nacional o seguisse. Porém, o general Lauro Villar, chefe da praça, ordenou que se abrisse fogo, morrendo Reyes no local. Por seu lado, Félix Díaz, dirigiu-se à praça da »Cidadela», local onde estabeleceu o seu quartel. Entretanto, Madero saíu da então residência oficial presidencial, o Castelo de Chapultepec, e dirigiu-se ao Palácio Nacional, onde substituiu o general Villar, que havia ficado ferido durante o combate com Reyes, e encarregou Victoriano Huerta de sufocar a rebelião enquanto ele saía para encontrar-se com Felipe Ángeles em Cuernavaca.
Madero regressou confiado à capital acompanhado pelo general Ángeles e Rubio Navarrete, que se havia deslocado desde Querétaro. Huerta encarregou-se de atrasar e entorpecer os ataques, pelo que Gustavo Madero ordenou que fosse detido. No dia 17 de fevereiro, Huerta recusou as acusações de Gustavo, reafirmando a sua lealdade a Francisco I. Madero. Este ordenou a sua libertação, repreendendo o seu irmão por ser impulsivo.
No dia seguintes, Huerta e Féliz Díaz firmaram o chamado Pacto da Cidadela, conhecido também como Pacto da Embaixada devido a ter sido assinado na embaixada dos Estados Unidos na presença de Henry Lane Wilson. O pacto estabelecia o compromisso de Huerta em prender o presidente e dissolver o executivo para tomar a presidência da República de forma provisória, a fim de que, chegadas as eleições, Félix Díaz fosse nomeado presidente.
Pouco antes da reunião, Gustavo A. Madero foi detido num restaurante da Cidade do México e levado para a Cidadela, onde foi torturado e posteriormente assassinado.
O general Aureliano Blanquet encarregou-se de aprisionar o presidente Madero e o vice-presidente Pino Suárez no Palácio Nacional. Na madrugada de 19 de fevereiro, em sessão extraordinária da Câmara de Deputados, aceitou-se a renúncia de ambos. Foi então designado como presidente o secretário do Interior, Pedro Lascuráin, cuja única ação de governo foi nomear Victoriano Huerta como secretário do Interior, para que pudesse renunciar 45 minutos depois para que Huerta pudesse ser nomeado presidente interino do México, conforme a legislação vigente.
Madero e Pino Suárez permaneceram presos no Palácio Nacional até à noite do dia 22 de fevereiro, sendo então levados para a Penitenciária do Distrito Federal, mas quando estavam próximos do seu destino foram assassinados.

## Ditadura de Victoriano Huerta

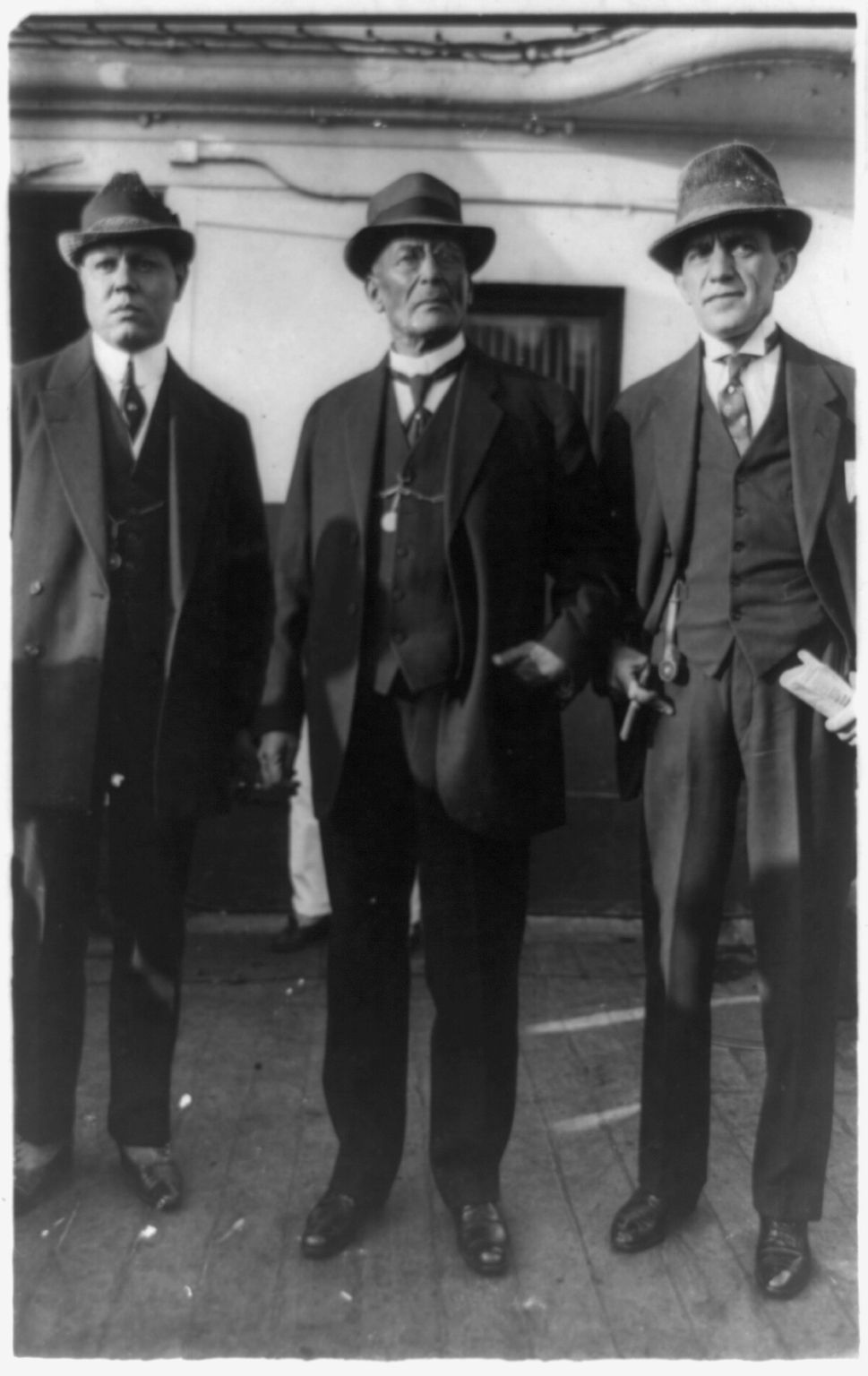
Da esquerda para a direita: José C. Delgado, Victoriano Huerta e Abraham F. Ratner

Uma vez no poder, Victoriano Huerta tornou-se um ditador que anulou a democracia e a liberdade por meio da força militar. Huerta recebeu o apoio dos grandes fazendeiros, dos altos comandos militares, do clero e de quase todos os governadores dos estados, com a exceção de José María Maytorena, governador de Sonora, e de Venustiano Carranza, governador de Coahuila. A gestão huertista propôs-se então duas metas: conseguir a pacificação do país e obter o reconhecimento internacional do seu governo, sobretudo da parte dos Estados Unidos.
Tentou conseguir o apoio de orozquistas e zapatistas, concedendo amnistias gerais e enviando representantes. Pascual Orozco colocou algumas condições que foram atendidas, como emprego no corpo de guardas rurais para os seus soldados, pagamento de salários à custa do erário público, e pensões para viúvas e órfãos, pelo que em 27 de fevereiro de 1913 Orozco tornou oficial o seu apoio ao governo. Zapata, por seu lado, rejeitou taxativamente qualquer oferta, pelo movimento morelense continuou a sua luta contra o governo de Huerta.
A Câmara de Deputados opôs-se ao governo huertista e até a facção maderista foi extremamente crítica das suas ações. Belisario Domínguez, deputado de Chiapas, escreveu um discurso no qual condenava a violência desencadeada e acusou Victoriano Huerta de ser um assassino. Depois de ser proibida a sua leitura no Congresso por parte da Câmara de Senadores, difundiu-o por escrito. Pouco tempo depois foi assassinado e quando os membros da Câmara exigiram que a sua morte fosse investigada e que as vidas dos membros do Poder Legislativo fossem garantidas, Huerta decidiu dissolver a Câmara e mandou prender vários dos seus membros. Quando a Câmara de Senadores tomou conhecimento destes factos os seus membros concordaram dissolver a sua própria Câmara, pelo que Huerta assumiu faculdades extraordinárias.

### Relação com os Estados Unidos
Poucos dias depois da Dezena Trágica, Woodrow Wilson assumiu a presidência dos Estados Unidos. Wilson, que não simpatizava com Huerta, enviou agentes para que o informassem da situação que prevalecia no país. John Lind chegou ao México para substituir Henry Lane Wilson e em agosto de 1913 apresentou a Huerta quatro propostas do governo dos Estados Unidos:
- Cessar-fogo imediato e armistício definitivo;
- Eleições livre imediatas com a participação de todas as facções;
- Que o general Huerta não participasse nas eleições;
- Acordo de todos os partidos em acatar o resultado e cooperar com o novo governo.

As propostas foram rejeitadas por intermédio do secretário de Relações Exteriores, Federico Gamboa, pelo que o presidente Wilson declarou os Estados Unidos neutros no conflito. Desta forma nenhuma das duas facções podia comprar armamento ao país vizinho.

## Revolução constitucionalista
A subida ao poder de Huerta levou os antiporfiristas a levantarem-se em armas, iniciando o que se conhece como «revolução constitucionalista» em março de 1913 no norte do México.

### Plano de Guadalupe

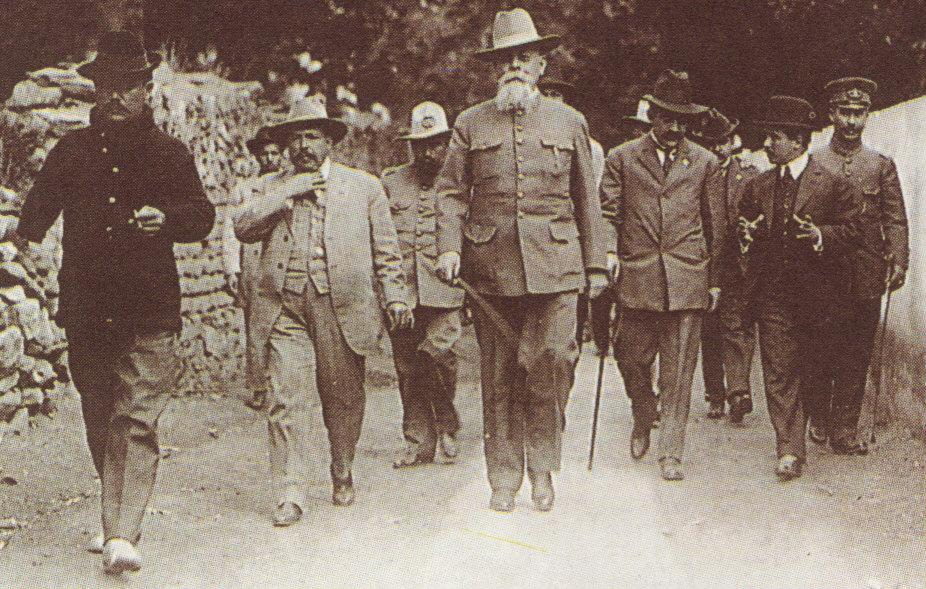
Venustiano Carranza (ao centro) em La Cañada, Querétaro, em 22 de janeiro de 1916

Um dia depois da ascensão de Huerta ao poder, Venustiano Carranza, governador de Coahuila, dirigiu-se ao Congresso local informando da sua desaprovação da designação de Huerta como presidente da nação e assegurando que se recusava a submeter-se ao seu governo. No dia 26 de março de 1913, reunidos na Fazenda de Guadalupe, em Saltillo, Carranza e outras personalidades, entre as quais se destacam Lucio Blanco e Jacinto B. Treviño, proclamaram o Plano de Guadalupe, que desconhecia os três poderes da federação e comunicava que tomariam as armas para restabelecer a ordem constitucional. Adicionalmente, Carranza era nomeado chefe do «Exército Constitucionalista» e era-lhe conferida a faculdade de ocupar a presidência interina do México para convocar eleições.

### Movimentos no norte do país
Este movimento caraterizou-se por ter uma natureza legalista, e entre os seus líderes secundários encontravam-se os principais políticos e burocratas do estado. Entre os militares que integravam as suas fileiras estavam: Jesús Carranza —irmão do governador—, Pablo González, Francisco Coss, Cesáreo Castro e Jacinto B. Treviño, veteranos da luta contra o governo de Díaz.
No estado de Sonora, os generais Álvaro Obregón e Plutarco Elías Calles deram o seu apoio a Carranza de forma imediata, tomando a liderança no movimento no estado juntamente com Salvador Alvarado, Manuel Diéguez e Adolfo de la Huerta, entre outros. Esta facção era representada por uma classe média com certa capacidade militar, e com experiência para realizar pactos com grupos populares.
Em Chihuahua, embora a classe média tivesse sido a protagonista durante a luta contra Porfirio Díaz e seu governo, a morte Abraham González e a adesão de Pascual Orozco ao lado huertista tiveram como resultado que a luta no estado fosse dirigida por Francisco Villa, membro das classes baixas, pelo que os seus lugar-tenentes e comandantes secundários—entre os quais se destacam Maclovio Herrera, Rosalío Hernández e Toribio Ortega— teram também parte dos setores populares.
Outros movimentos importantes foram estabelecidos no estado de Durango, onde os principais líderes rebeldes eram de origem popular —como Tomás Urbina, Orestes Pereyra, Calixto Contreras e os irmãos Arrieta (Domingo, Mariano e Eduardo)—; e em Zacatecas, encabeçado por Fortunato Maycotte e Pánfilo Natera, o qual foi um movimento da classe média e populares.
Em 18 de abril teve lugar em Monclova, Coahuila, uma convenção na qual estiveram presentes representantes do movimento revolucionário dos estados de Chihuahua, Sonora e Coahuila, cuja duração foi de três dias, durante os quais foi ratificado o Plano de Guadalupe, a união das forças dos três estados num único exército, e o compromisso de Carranza para cumprir o Plano de Guadalupe, que o converteu no Primeiro Chefe do Exército Constitucionalista e líder da rebelião no norte.
Conforme o movimento se foi espalhando, houve adições ao plano original, principalmente de parte de políticos de Coahuila e anti-huertistas de Sonora e Chihuahua.
No mês de maio, a Divisão do Noroeste, sob o comando de Álvaro Obregón, tomou as povoações de Santa Rosa e Santa María, com o que praticamente ficou assegurado o controlo de Sonora. Por este avançou pela costa do Pacífico até chegar ao centro de Jalisco. Em Chihuahua e parte da Comuna Lagunera operou a Divisão do Norte de Francisco Villa. A Divisão do Nordeste, comandada por Pablo González, e a Divisão do Centro, sob o comando de Pánfilo Natera, completaram as tropas constitucionalistas que enfrentaram o regime huertista durante a segunda metade de 1913.

### Movimentos no centro e sul do país
Em contraste com a participação ativa que se viveu durante esta etapa no norte do país, as regiões do centro e sul do território mexicano estiveram pouco envolvidas no processo, salvo alguns movimentos com alguma importância.
No centro do país, devido ao facto de a população ter um caráter urbano-industrial e ao controlo mantido pelo exército huertista, a rebelião teve um fraco desenvolvimento. No estado de San Luis Potosí levantaram-se em armas os irmãos Cedillo —Saturnino, Cleofás e Magdaleno—, embora tenham atuado de maneira independente dos anti-huertistas locais que reconheciam Carranza como líder. No estado de Hidalgo operaram Nicolás Flores, Vicente Salazar, Francisco Mariel e Daniel Cerecedo, e em Tlaxcala Máximo Rojas e Domingo e Cirilo Arenas.
No sul, a distância aos Estados Unidos —onde se compravam as armas para a revolução—, das principais frentes de batalha, e a sua virtual incomunicação com o país, fizeram com que a população se mostrasse renitente em participar no conflito armado.
Dentre os movimentos da zona destacou-se o de Zapata, que também lutou contra o governo federal o qual desconheceu em 4 de março, ainda que o tenha feito como um movimento independente ao chamado «constitucionalista». Além disso, os métodos drásticos e cruéis de repressão utilizados contra si pelo governo huertista fizeram com que o número de levantados aumentasse consideravelmente, pois os habitantes viram-se obrigados a intensificar a luta defensiva. No estado de Guerrero operou Jesús Salgado, de filiação zapatista, os irmãos Figueroa —Rómulo, Francisco e Ambrosio; todos eles ex-maderistas—, e Julián Blanco, na costa de Acapulco. Ao mesmo tempo, em Oaxaca operou Juan José Baños, enquanto em Tabasco participaram vários líderes como Ignacio Gutiérrez Gómez, Pedro Colorado, Fernando Aguirre Colorado, Ernesto Aguirre Colorado, Luis Felipe Domínguez e Carlos Greene, embora as suas ações nunca tenham chegado a inquietar o governo.

### Intervenção estadunidense

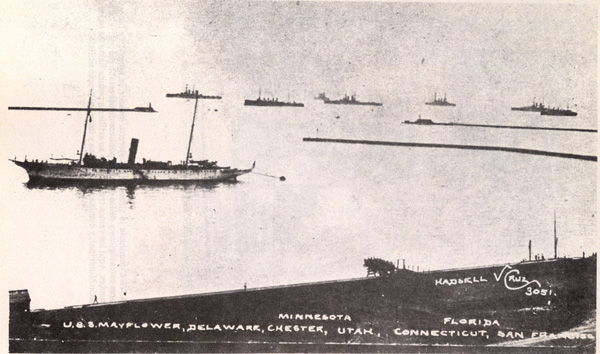
Desembarque estadunidense em Veracruz

No dia 9 de abril, seis navios estadunidenses ancoraram próximo do porto de Tampico e quando um deles se aproximou do porto, o seu pessoal foi detido por soldados federais mexicanos. Embora os estadunidenses tivessem sido libertados pouco tempo depois, o contra-almirante estadunidense Mayo pediu ao general huertista Morelos Zaragoza um castigo exemplar para aqueles que haviam efetuado as detenções e exigiu que fosse içada a bandeira dos Estados Unidos, à qual se deveria honrar com uma salva de 21 tiros de canhão. O governo huertista tentou chegar a um acordo, mas os seus esforços foram em vão, pois o presidente Wilson já havia dado instruções para que fosse ocupado o porto de Veracruz, evitando assim que Huerta recebesse um carregamento de munições procedente da Alemanha que era transportado pelo Ipiranga. A infantaria estadunidense tomou a alfândega de Veracruz em 21 de abril de 1914 e posteriormente todo o porto e no dia 22 o de Tampico.
Huerta rompeu então as relações diplomáticas com os Estados Unidos e enviou a maior parte do seu exército ao estado. Argentina, Brasil e Chile (grupo conhecido como ABC) ofereceram-se para atuar como mediadores no conflito durante as conferências em Niagara Falls, Canadá, em 20 de maio desse mesmo ano. Em 24 de junho firmou-se finalmente um acordo que estabelecia que os Estados Unidos reconheceriam qualquer governo provisório que resultasse do conflito armado, compensariam os cidadãos estadunidenses que fossem afetados pela revolução e que o seu governo não exigiria qualquer indenização pelo incidente de Tampico.

### Avanço revolucionário e tomada de Zacatecas

Principais movimentos da revolução constitucionalista

No início de 1914 os revolucionários dominavam quase todo o norte do país (com exceção de Baja California). Em Durango, Pablo González e Jesús Carranza, (ou Jesús Agustín Castro e Luis Caballero na sua ausência), haviam tomado a liderança do movimento quando Carranza teve que partir para Sonora depois das forças huertistas haverem tomado o controlo do estado em meados de 1913. Por essa altura, os irmãos Cedillo haviam-se convertido na força dominante de San Luis Potosí; em Tepic operava com êxito Rafael Buelna; em Jalisco Félix Bañuelos e Julián Medina; e em Michoacán José Rentería Luviano, Gertrudis Sánchez e Joaquín Amaro Domínguez. Em Veracruz, a luta era encabeçada por Antonio Galindo, Cándido Aguilar, Hilario Salas e Miguel Alemán.
Durante março e abril de 1914 os exércitos do norte começaram a avançar em direção à capital, Obregón pelo ocidente, Villa pelo centro, e Pablo González por este com a intenção de derrubar Huerta, o que motivou e facilitou a ocorrência de numerosos levantamentos no estados centrais do país.

#### Tomada de Zacatecas

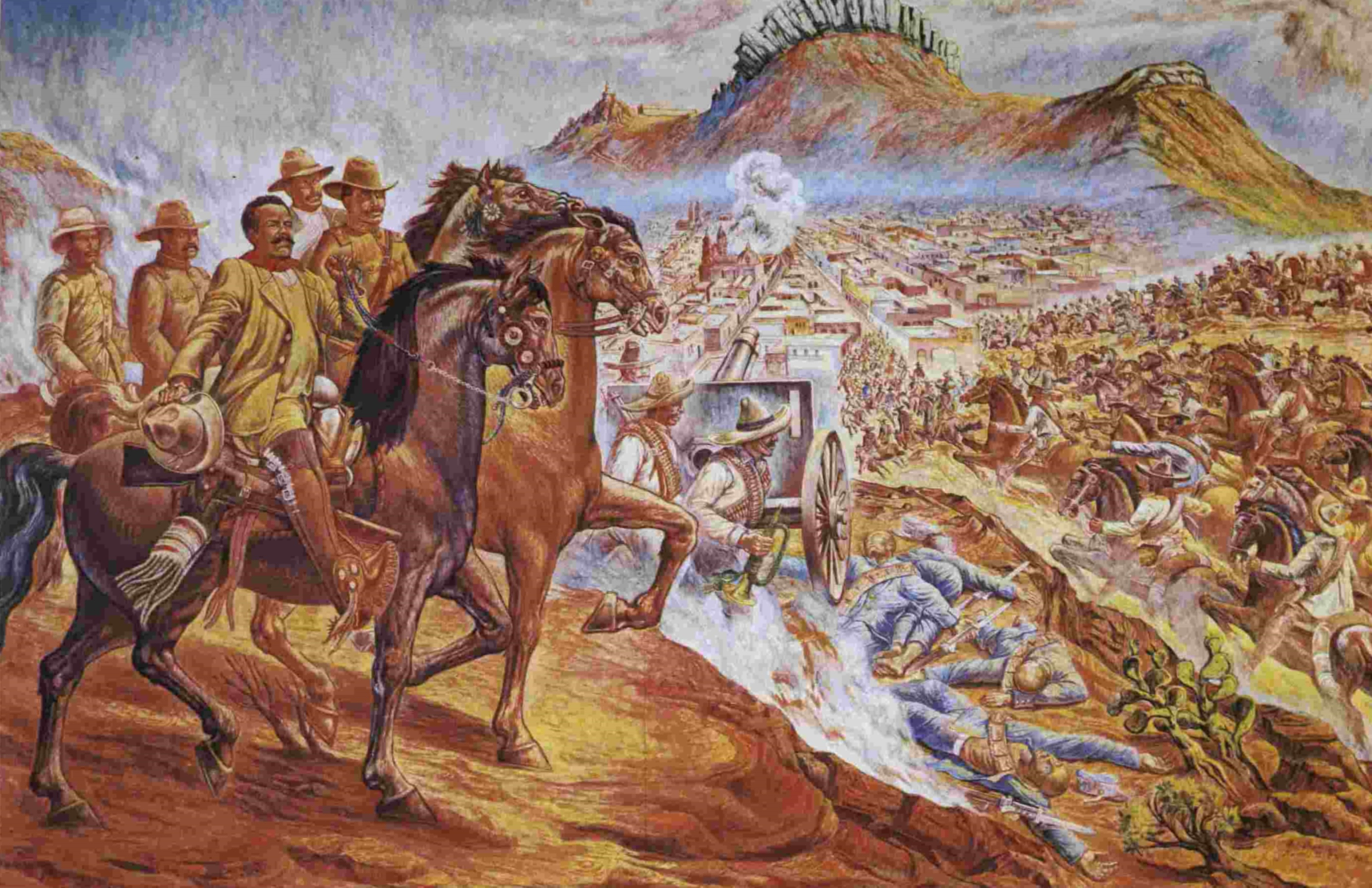
Pintura que representa a Tomada de Zacatecas. À esquerda em primeiro plano encontram-se Francisco Villa e Felipe Ángeles, ao centro a cidade de Zacatecas e ao fundo o Cerro de la Bufa

A cidade de Zacatecas em particular, tinha uma grande importância para ambos os lados devido a ser um entroncamento ferroviário que os revolucionários procedentes do norte do país deveriam tomar antes de chegarem à capital. A cidade, que se encontra rodeada de altos montes, apresentava um grande obstáculo para os atacantes. O general Medina Barrón, encarregado das defesas da cidade, colocou a artilharia do exército federal nos cumes dos montes mais altos: o de la Bufa e o del Grillo.
Felipe Ángeles chegou a Calera (a 25 quilómetros de Zacatecas) no dia 19 de junho de 1914 e partiu em reconhecimento do terreno antes da batalha. Francisco Villa chegou às imediações da cidade em 22 de junho, e ordenou o início da ofensiva às 10 hora da manhã do dia seguinte.
Conforme planeado, os villistas atacaram as posições federais nos cerros de la Bufa, del Grillo, la Sierpe, Loreto e de La Tierra Negra, enquanto quarenta canhões apoiavam o avanço da infantaria que subia pelos montes que rodeavam a cidade.
Por volta das 17h40 as tropas federais começaram a abandonar as suas posições e a fugir de forma desorganizada, e pouco tempo depois os revolucionários tomaram os montes de la Bufa e del Grillo, avançando depois sobre a cidade. As tropas de Villa mataram um grande número de soldados que tentavam fugir, contabilizando-se cinco mil mortos no lado federal e três mil no lado revolucionário.
Apesar da vitória, Villa não pôde ser o primeiro a chegar à capital uma vez que Carranza bloqueou os envios de carvão à Divisão do Norte, o qual era necessário para alimentar os comboios de Villa.
Por outro lado, Obregón desceu por Sinaloa e Jalisco, ocupando Guadalajara, donde se dirigiu ao centro do país. González desceu por Monterrey, Tampico, San Luis Potosí e Querétaro. Com estes avanços o movimento deixou de ser exclusivo do norte do país e abrangeu quase a metade do território mexicano, o que ao mesmo tempo fez com que outros setores sociais se incorporassem. Além disso, à medida que as forças revolucionárias avançavam, tiveram que ser estabelecidos diversos pactos com os locais em troca de apoio, pelo que se fizeram decretos operários e agrários.

### Triunfo revolucionário

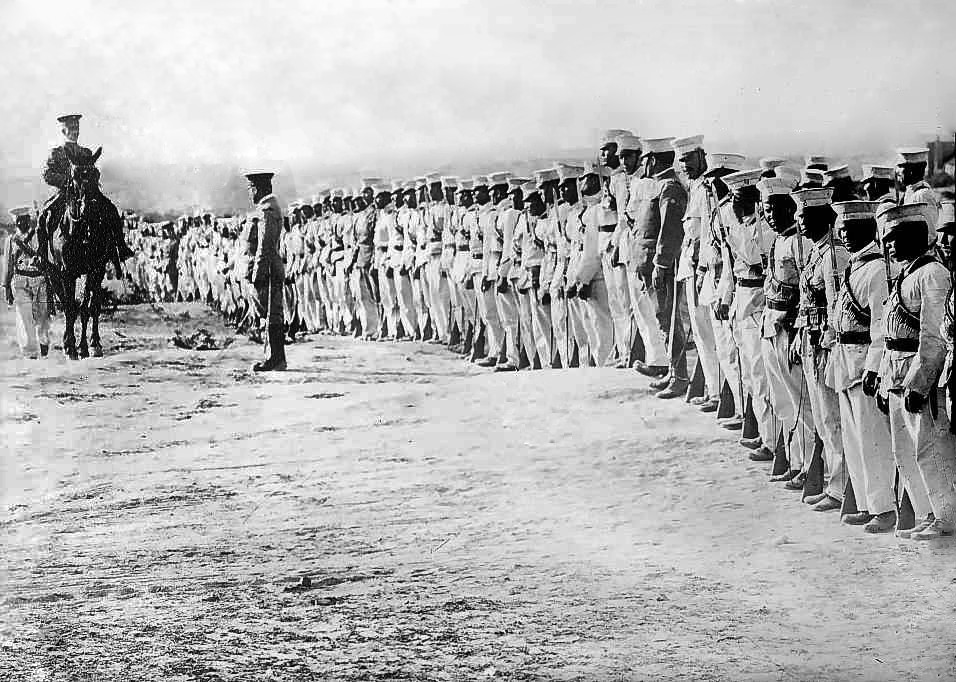
Tropas Federais à espera de Francisco Villa na cidade de Torreón

No dia 14 de julho de 1914 Huerta fugiu da capital e no dia seguinte, 15 de julho, apresentou ao Congresso a sua renúncia. Viajou para La Habana, Cuba, e dali para os Estados Unidos, onde foi detido e enviado para a prisão de El Paso, Texas, onde morreu em 1916.
Francisco Carvajal, então ministro das Relações Exteriores, ficou à frente do governo com a tarefa de entregar a capital às forças revolucionárias e negociar a rendição das forças federais. Carvajal solicitou a mediação dos Estados Unidos, a qual foi recusada por Carranza. Depois de conversações entre o governo e os apoiantes de Carranza, em 14 de agosto desse mesmo ano foram assinados os Tratados de Teoloyucan, nos quais se apresentava formalmente a rendição incondicional do exército federal.

### Guerra de facções
Após a renúncia de Huerta a capital foi rapidamente ocupada pelo Exército Constitucionalista no dia 15 de julho. Venustiano Carranza chegou à cidade acompanhado por Álvaro Obregón em 20 de agosto e assumiu o comando político e militar.
O facto de Carranza lhe ter negado a possibilidade de entrar na capital e de não o haver convidado para a assinatura dos Tratados de Teoloyucan criou um forte mal-estar em Francisco Villa, pelo que vários generais tentaram chegar a um acordo pacífico. Levou-se então a cabo uma reunião, cujo resultado ficou registado no Pacto de Torreón, no qual se acordou que Carranza continuaria a ser o Primeiro Chefe, a Divisão do Norte teria a mesma posição que as do Nordeste e Noroeste, e Felipe Ángeles funcionaria como chefe de todo o Exército Constitucionalista.
Pouco depois, Carranza convocou os governadores e generais para uma convenção, na qual deveria ser elaborado um programa revolucionário.

#### Convenção de Aguascalientes

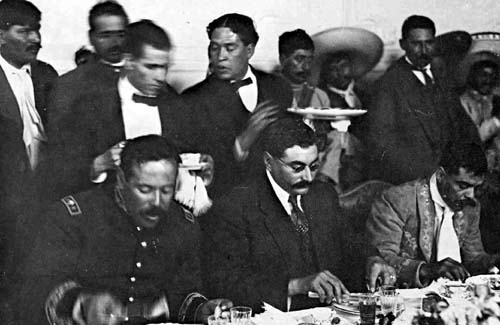
Francisco Villa, Eulalio Gutiérrez e Emiliano Zapata reunidos no Palácio Nacional

A abertura da convenção teve lugar no dia 1 de outubro na Cidade do México e foi presidida por Luis Cabrera. Sem a presença dos delegados villistas e zapatistas, Carranza apresentou a sua renúncia durante a sessão do terceiro dia, mas esta não foi aceite pelos delegados. Foi também acordado que a convenção seria transferida para Aguascalientes com a finalidade de que assistissem villistas e zapatistas, além de que apenas participariam e não civis.
As sessões foram retomadas em 10 de outubro na cidade de Aguascalientes, sendo presididas por Antonio I. Villarreal, José Isabel Robles, Pánfilo Natera, Mateo Almanza, Marciano González, Samuel Santos e Vito Alessio Robles. Com a transferência da sede, Villa decidiu enviar os seus delegados e Zapata fez o mesmo. Por seu lado, Carranza não assistiu à convenção, pois acreditava que Aguascalientes estava ameaçada por Villa. Em vez disso, dirigiu-se a Veracruz.
Durante as sessões, que se prolongaram até 13 de novembro, os zapatistas pediram que Carranza renunciasse como Primeiro Chefe da revolução e que se aceitasse integralmente o Plano de Ayala. Numa carta lida aos presentes por Álvaro Obregón, Carranza assegurava estar de acordo com renunciar se Villa e Zapata se retirassem da vida pública e renunciassem como líderes dos seus respetivos exércitos. A convenção nomeou Eulalio Gutiérrez presidente interino. Ao inteirar-se da da nomeação em 10 de novembro, Carranza desconheceu o acordo da convenção e o seu direito de nomear o presidente, declarando que Gutiérrez era um presidente espúrio.
As forças de Carranza saíram da capital ao mesmo tempo que entravam os zapatistas. Dias depois chegaram as forças de Villa, reunindo-se ambos os generais para firmar o Pacto de Xochimilco, o qual basicamente constituía uma aliança contra Carranza. Pressionado por Villa e Zapata, Gutiérrez não pôde governar, e em 16 de janeiro saiu da capital e tentou estabelecer o seu governo em San Luis Potosí, mas pouco tempo depois renunciou de forma definitiva. Roque González Garza foi nomeado presidente provisório, governando de 17 de janeiro a 9 de junho de 1915.
Entretanto em Veracruz, Carranza governou de facto o país: em 12 de dezembro de 1914 reformou o Plano de Guadalupe e pouco depois, em 6 de janeiro de 1915, promulgou uma série de leis redigidas por Luis Cabrera.
No dia 10 de junho Francisco Lagos Cházaro recebeu da convenção o Poder Executivo. A capital foi novamente tomada pelas tropas de Carranza em 2 de agosto e perante a sua chegada a convenção mudou-se para Toluca e posteriormente para Cuernavaca, neste último local sem a presença villista.

### Triunfo do constitucionalismo
Desde o início de 1915 que era claro que a luta pelo poder continuaria, agora entre os apoiantes de Carranza, villistas e zapatistas. Os últimos dois grupos contavam então com a vantagem de ter um exército mais numeroso e haviam ocupado a capital, embora com o avançar do ano a balança se tenha inclinado para o lado de Carranza graças às vitórias de Álvaro Obregón frente ao exército de Francisco Villa e ao facto de, apesar do pacto realizado em Xochimilco, nunca ter existido uma verdadeira colaboração entre Villa e Zapata devido a que este último tinha por objetivo manter isolada a sua região, pelo que se mantinha na defensiva.
No dia 6 de abril desse ano as forças de Villa tentaram tomar Celaya, que se encontrava sob o controlo de Obregón, o qual conseguiu defender a praça, infligindo cerca de 2 000 baixas às tropas de Villa. Uma semana depois, este voltou a tentar tomar a cidade, perdendo desta vez cerca de 4 000 soldados e falhando o seu objetivo. Estas derrotas debilitaram muito o exército villista, o qual se dirigiu para León com a intenção de recuperar as suas forças. No total, ocorreram quatro batalhas no bajío de Guanajuato, e apesar de todas elas terem sido vencidas por Obregón, na última delas, no povoado de Santa Ana del Conde, um estilhaço feriu-o no braço direito, o que obrigou os médicos a amputá-lo.
Carranza conseguiu retomar o controlo da capital em 1916.

#### Participação daCasa del Obrero Mundial
A Casa del Obrero Mundial (COM; em português: Casa do Operário Mundial) havia sido fundada durante a presidência de Madero, em 22 de setembro de 1912, por um grupo de trabalhadores mexicanos e ativistas estrangeiros. Durante esta etapa a organização serviu como «união» para grupos sindicais e mutualistas da Cidade do México, além de ter uma composição plural, pois dela faziam parte tanto anarquistas como católicos. Com o derrube de Madero, impôs-se na COM uma linha mais radical que rejeitava uma o governo huertista. Após o triunfo da revolução constitucionalista em agosto de 1914 e o posterior exílio de Victoriano Huerta, Obregón reabriu a COM. Contudo, a luta entre as facções de Carranza e convencionistas provocou debates sobre o caminho que a organização deveria seguir. Os argumentos do pintor Gerardo Murillo (conhecido pelo seu pseudónimo «Dr. Atl») e de Obregón convenceram os dirigentes da organização a aliarem-se à revolução constitucionalista, a qual havia já definido a sua vocação social durante a guerra. EM 17 de fevereiro de 1915 firmou-se na Cidade do México uma aliança entre a Casa del Obrero Mundial e a facção de Carranza, a qual solicitava à primeira «trazer voluntários para as fileiras constitucionalistas», e a Carranza era pedido «converter em leis as petições dos operários organizados».
Isto deu origem aos chamados batalhões vermelhos, grupos militares do Distrito Federal que tinham como tarefa «combater os camponeses-militares da Divisão do Norte e do Exército Libertador do Sul durante a revolução mexicana». O encarregado da organização foi o coronel Ignacio Henríquez, que formou até seis batalhões com os seus 4 a 7 mil recrutados (as estimativas variam). Estes batalhões tiveram a sua maior participação entre abril e setembro de 1915.

#### Batalha de Columbus

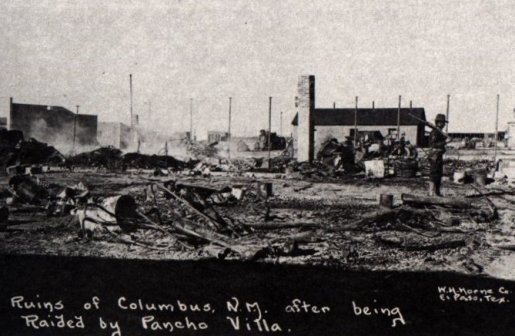
Ruínas de Columbus, Novo México, após o ataque de Villa

Em outubro de 1915 o presidente dos Estados Unidos reconheceu de facto a facção de Carranza, embora condicionando esse reconhecimento ao «bom comportamento» que Carranza havia mostrado para com os interesses estadunidenses. A partir desse momento a relação entre Wilson e Carranza melhorou, o que fez com que Villa se sentisse traído pelo governo estadunidense, ao mesmo tempo que assegurou que Carranza havia aceitado as condições estadunidenses às custas do sacrifício da política e economia do México.
No dia 11 de janeiro de 1916 um grupo de soldados villistas deteve um comboio em Santa Isabel, Chihuahua assassinando 17 cidadãos estadunidenses, mineiros e engenheiros, que haviam ido ao México a convite de Carranza.
Pouco antes do amanhecer do dia 10 de maio de 1916, Villa atacou a povoação de Columbus, Novo México e os quarteis do 13° regimento de cavalaria com 400 homens, ao grito de «Viva México!» e «Viva Villa!». Durante o confronto morreram 7 soldados e 7 civis estadunidenses, enquanto o lado estadunidense assegurou ter matado entre 75 e 100 soldados villistas em solo mexicano.

#### Expedição punitiva estadunidense

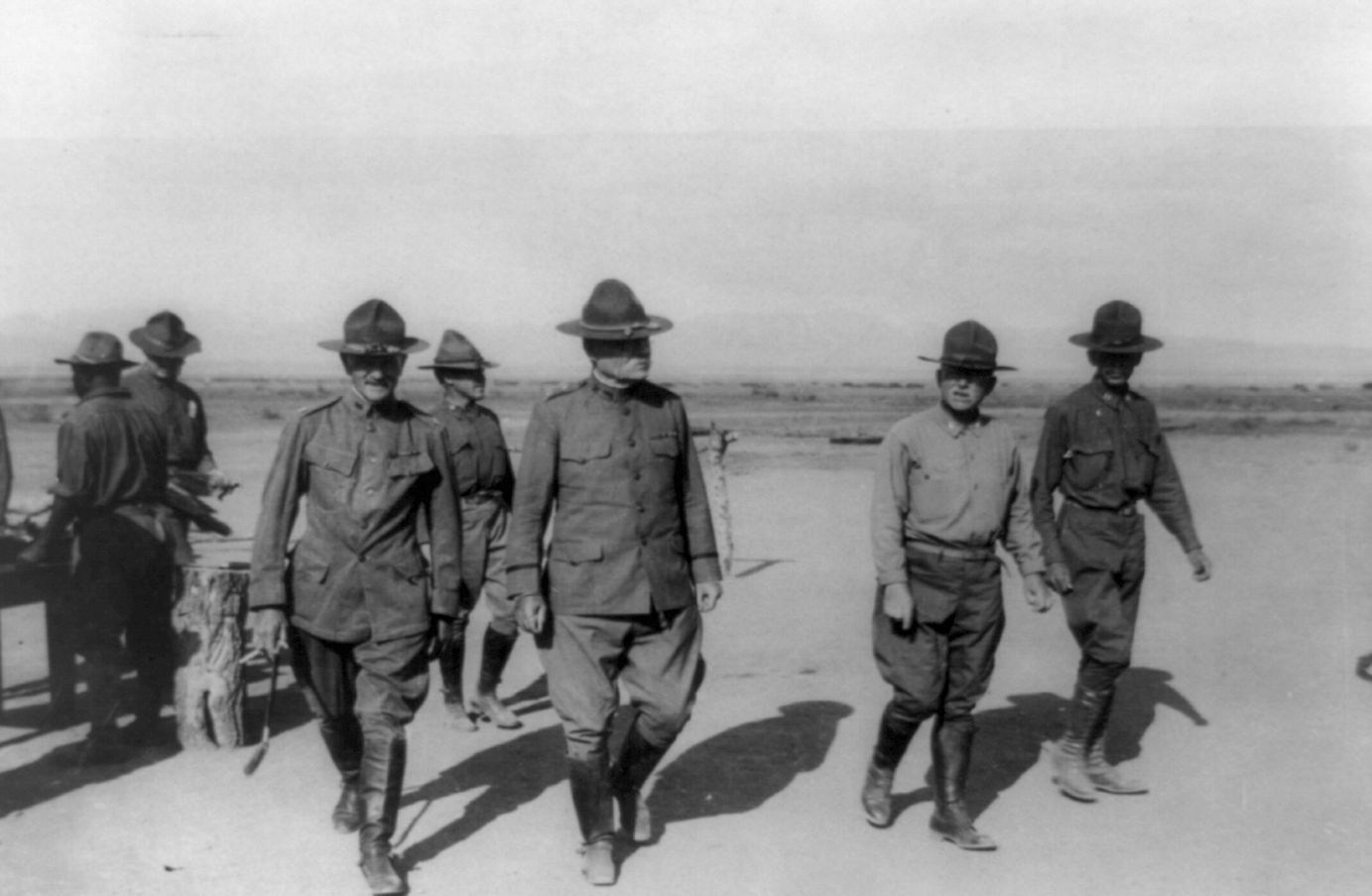
Os generais Pershing e Bliss inspecionam o acampamento durante a expedição punitiva

O ataque a Columbus fez com que o Congresso dos Estados Unidos desse autorização para castigar os responsáveis do ataque, pelo que as tropas estadunidenses entraram no México. Desta forma, um total de 5 000 soldados sob o comando do general John J. Pershing iniciaram uma expedição punitiva, com onze meses de duração.
Durante a expedição, os estadunidenses tiveram escaramuças com a população civil, como em 12 de abril em Parral, Chihuahua, e mesmo com o exército de Carranza, em junho de 1916 em El Carrizal.
As tropas, que chegaram a contar com 15 000 homens em território mexicano, acabaram por deixar o México em janeiro de 1917 sem poderem encontrar Villa.

#### Congresso Constituinte
Apesar de que Carranza havia-se levantado contra o governo huertista com a promessa de restaurar a Constituição de 1857, optou por redigir uma nova constituição que cumprisse as promessas feitas aos camponeses e operários durante o conflito armado, com a finalidade de evitar que atores principais ficassem insatisfeitos e que surgisse novamente instabilidade social e política.
Em dezembro de 1916, Carranza, virtual vencedor do conflito, convocou um congresso constituinte formado exclusivamente pelos seus seguidores reunidos na cidade de Querétaro. Este congresso esteve em sessão até 31 de janeiro de 1917, período de tempo no qual Carranza e seus íntimos —de tendências moderadas— mantiveram debates com grupos constitucionalistas de ideias mais progressistas — entre os quais se destacam Pastor Rouaix e Francisco J. Múgica, entre outros—. As diferentes correntes chegaram finalmente a um acordo para promulgar a Constituição de 1917 em 5 de fevereiro, a qual vigora no país desde então.
Dentre os artigos promulgados na «Carta Magna» sobressaem:
- Artigo 3°.- A educação dada pelo Estado deve ser laica, gratuita e obrigatória;
- Artigo 27°.- O solo e o subsolo pertencem à Nação, não podendo alguma corporação religiosa ser proprietária;
- Artigo 123°.- Regula as relações laborais no país, concedendo autoridade ao estado para intervir em conflitos deste tipo;
- Artigo 130°.- Regula a relação Igreja-Estado, fazendo a separação e estipulando que os membros do clero não podem ser proprietários ou participar na política interna.

Um dia depois, em 6 de fevereiro, Carranza emitiu a convocatória para a realização de eleições nos três ramos do governo, as quais se efetuaram no mês de março. Carranza foi eleito presidente para o período 1917-1920 com 98% dos votos e tomou posse em 1 de maio desse mesmo ano.

## Atividade revolucionária e contrarrevolucionária entre 1916 e 1928

Exércitos rebeldes entre 1916 e 1920

Carranza governou de 1917 a 1920, contudo não conseguiu pacificar o país uma vez que continuaram os levantamentos villistas no norte, zapatistas no sul, outro movimento contrarrevolucionário de Félix Díaz que durou até meados de 1920, assim como outras rebeliões em Chiapas, Oaxaca e Michoacán.
Em traços muito gerais, podem dividir-se os movimentos antiCarranza em três grupos: os revolucionários anticonstitucionalistas, onde se destacam os villistas, os zapatistas, os cedillistas em San Luis Potosí, arenistas, do estado de Tlaxcala, e os calimayoristas em Chiapas; os contrarrevolucionários, entre eles os pelaecistas, da costa norte doGolfo do México, os felicistas, que apoiaram Félix Díaz durante a sua incursão no país por Tamaulipas e que o seguiram posteriormente por Oaxaca, Chiapas e Guatemala e de regresso uma vez mais por Veracruz, numa campanha que duraria até meados da década de 1920, os soberanistas, que operavam em Oaxaca e cujos líderes principais eram José Inés Dávila e Guillermo Meixueiro, mapachistas e pinedistas, conhecidos comummente como «finqueros» e que opravam no estado Chiapas, e os aguilaristas, de Oaxaca. Finalmente, também havia sublevados sem bandeiras, como os altamiranistas, cintoristas e os chavistas, que operavam no estado de Michoacán.

### Assassinato de Zapata

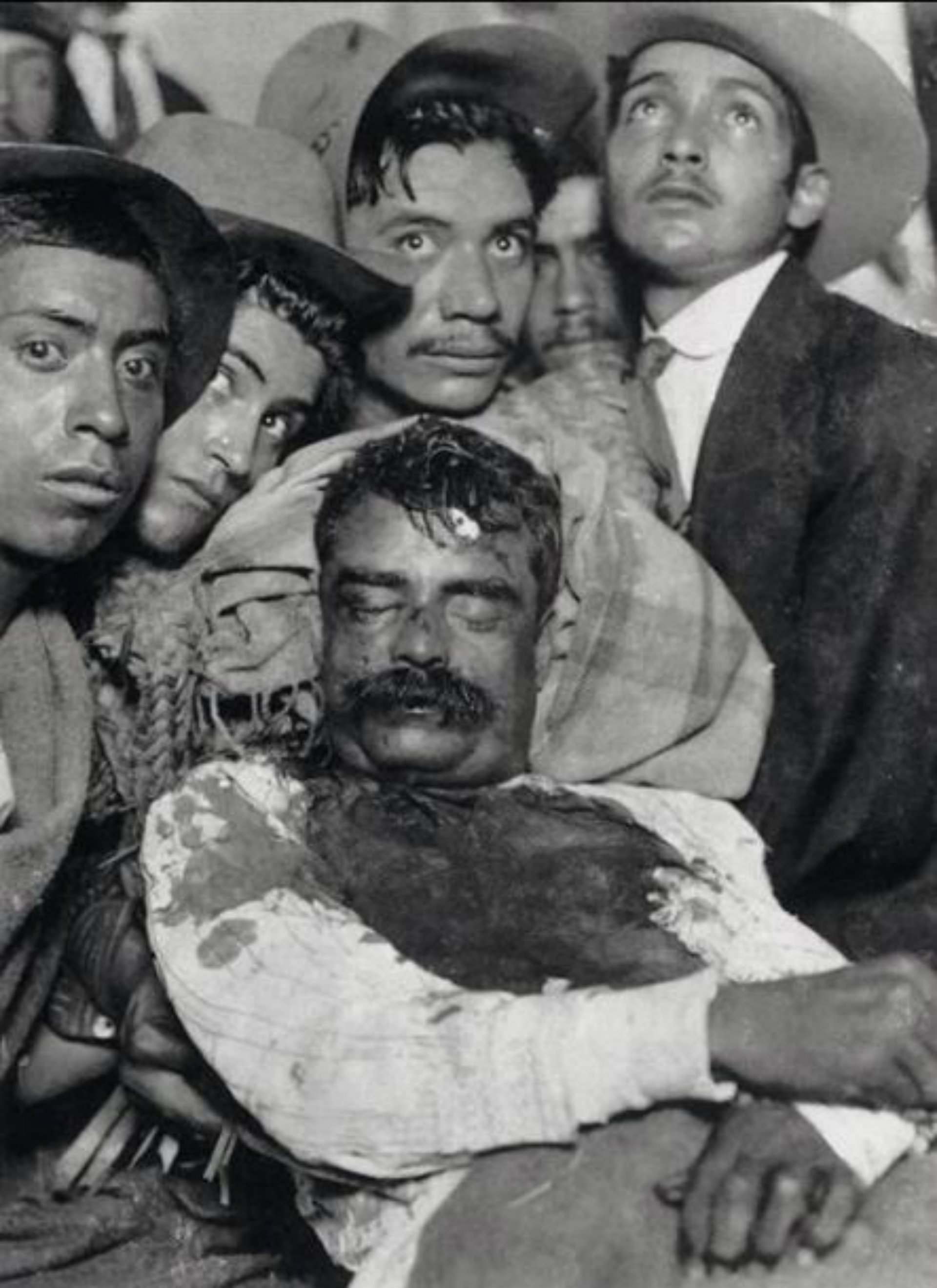
Exposição do cadáver de Zapata em Cuautla, Morelos

Para acabar com o movimento de Zapata, Carranza encarregou o general Pablo González Garza de realizar uma campanha de extermínio da população. A situação precária dos habitantes, agravada por fomes e epidemias, também dizimou a população mas o movimento zapatista persistiu, pelo que González urdiu um plano. Jesús María Guajardo, um coronel auxiliar de González, estando embriagado ou fingindo estar, começou a falar contra Carranza e González assegurando-se de que um prisioneiro zapatista, a quem mas mais tarde deixou fugir, o ouvia. Quando Zapata se inteirou do que havia dito Guajardo, convidou-o a integrar as suas fileiras. Após uma série de negociações e de Guajardo haver mandado assassinar vários ex-zapatistas que haviam passado para o lado de Carranza como prova das suas supostas intenções, acordou-se uma reunião para selar a suposta aliança na fazenda de Chinameca no dia 10 de abril de 1919. Quando Zapata transpôs o portão, um clarim tocou a saudação e os dez soldados da guarda de honra, que apresentavam armas, alvejaram-no em simultâneo. Guajardo foi promovido a general e recebeu de Carranza 50 000 pesos pelos «notáveis serviços no exercício das suas funções militares».

### Plano de Agua Prieta e assassinato de Carranza
Ao aproximar-se a sucessão presidencial, Carranza favoreceu Ignacio Bonillas como seu sucessor e tentou acusar Obregón de conspiração, o que causou mal-estar a Plutarco Elías Calles, Obregón e Adolfo de la Huerta, os quais proclamaram o Plano de Agua Prieta, documento por meio do qual desconheciam ao governo de constitucionalista e proclamavam a soberania do estado de Sonora.
Perante a impossibilidade de fazer frente e defender com êxito a capital ante o ataque iminente do grupo de Sonora, Carranza dirigiu-se para Veracruz com mobiliário do Palácio Nacional, máquinas para imprimir moeda e o erário nacional. Durante o trajeto, foi emboscado e assassinado em Tlaxcalantongo, Puebla, no dia 21 de maio de 1920.

### Presidência interina de Adolfo de la Huerta
Após a morte de Carranza, Adolfo de la Huerta foi nomeado presidente provisório pelo Congresso da União no dia 1 de junho de 1920. Durante o seu mandato conseguiu que Francisco Villa abandonasse a vida militar depois da assinatura dos Convénios de Sabinas, nos quais se lhe outorgou a patente de general de divisão e a fazenda de Canutillo, em Chihuahua, para onde se retirou para dedicar-se à agricultura. Em setembro convocou eleições, nas quais Álvaro Obregón foi eleito para assumir a presidência em 1 de dezembro desse ano.

### Assassinato de Villa
No dia 20 de julho de 1923 Francisco Villa, acompanhado pelo coronel Miguel Trillo, Rafael Medrano e Claro Hurtado, além do seu assistente, Daniel Tamayo, foi emboscado por Jesús Salas Barraza à entrada de Parral, ali morrendo o caudilho às 8h15 da manhã. Ramón Contreras, também membro da sua guarda pessoal, foi o único sobrevivente.
Até hoje continua a especulação sobre as verdadeiras causas do seu assassinato, embora este seja atribuídos a ordens de Obregón ou de Calles.

### Presidências de Álvaro Obregón e Plutarco Elías Calles
Obregón foi presidente entre 1920 e 1924. De la Huerta quis ser eleito presidente novamente, mas ao ver que Obregón favorecia Plutarco Elías Calles desconheceu o governo, o que desencadeou a chamada rebelião delahuertista, que foi apoiada por dois terços do exército nacional. O movimento fracassou e em 11 de março de 1924 De la Huerta abandonou o país, exilando-se em Los Angeles, Califórnia.
Plutarco Elías Calles foi nomeado presidente para o período de 1924 a 1928, tomando posse em 1 de dezembro. Durante os dois últimos anos do seu governo a situação interna do país tornou-se crítica devido à posição de Calles face à Igreja Católica, o que provocou o surgimento de um movimento armado conhecido como «guerra cristera». Pouco antes de terminar o seu mandato reformaram-se os artigos 13 e 82 da constituição, passando a existir a possibilidade de Obregón ser novamente eleito presidente. Nas eleições realizadas em 1 de julho de 1928, Obregón resultou vitorioso por ampla margem, mas antes de assumir a presidência foi assassinado num restaurante da Cidade do México por José de León Toral, um fanático católico.
Após a morte de Obregón, Calles fez um discurso público, no qual assegurou que a etapa dos caudilhos chegara ao fim e que começava a das instituições. Em 1929 fundou o Partido Nacional Revolucionário, posteriormente chamado Partido da Revolução Mexicana e finalmente Partido Revolucionário Institucional, o qual governou o país durante mais de 70 anos.

## Controvérsias historiográficas

### Número de mortos
Não existe um número exato para o a quantidade mortes ocorridas durante a revolução mexicana. A maioria das fontes aponta para valores entre 1 milhão, e 2 milhões de pessoas mortas durante esta etapa da história do México. Estas cifras baseiam-se nos dados proporcionados pelos recenseamentos realizados no país nos anos de 1910 e 1921. O recenseamento de 1910 deu como resultado 15 160 369 habitantes, enquanto o de 1921 deu 14 334 780. Esta diferença aproximada de 1 milhão[nota h] é a que se considerou como correspondente ao número de mortes causadas pelo conflito armado, embora esse número inclua pessoas mortas em combate, a diminuição da natalidade, a emigração para países como os Estados Unidos, Guatemala, Cuba e outros da Europa, as mortes causadas pela fome, assim como as mortes devidas à pandemia de gripe de 1918 , a qual se crê ter causado a morte de 450 mil pessoas.

### Diferenças nas datas
As fontes disponíveis não concordam quanto à data de fim da revolução mexicana. Algumas fontes situam-no em 1917, com a proclamação da Constituição Mexicana, ou em 1924 com eleição de Plutarco Elías Calles. Por outro lado, o historiador inglês Alan Knight, da Universidade de Oxford, chega a considerar que terminou nos anos 1940.

### Questionamentos historiográficos
Historiadores contemporâneos como Adolfo Gilly,[nota i] Friedrich Katz, Alan Knight,[nota j] Macario Schettino ou Jean Meyer,[nota k] têm questionado os estudos feitos sobre esta etapa, devido a que grande parte dos mesmos foi feita sob a ótica fundacional do Partido Revolucionário Institucional,[nota l] a institucionalização de caudilhos e mitos, o facto de que as suas principais demandas não foram satisfeitas e mesmo questionando se deve denominar-se como uma revolução. Gilly foi o primeiro a lançar a crítica em 197 ao publicar La Revolución Interrumpida, no qual propôs que a revolução popular de Villa e Zapata foi terminada pelos grupos liberais de Carranza e Obregón.

## Legado

### Desfile do 20 de novembro
Em 1928 realizou-se corrida de estafetas para celebrar o aniversário do início da Revolução Mexicana, realizando-se um desfile desportivo-militar no ano seguinte no campo militar de Balbuena. Em 1930 o desfile realizou-se nas ruas do centro histórico.
No ano de 1936, por decreto do Senado da República, o festejo tornou-se oficial, mas apenas em 1941 o presidente do México, à época Manuel Ávila Camacho, encabeçou o desfile.
Hoje em dia, participam no evento figuras destacadas do desporto nacional (sendo entregado pelo presidente neste mesmo dia o Prémio Nacional de Desporto), a Marinha do México, o Exército Mexicano, e forças policiais.

### Museus

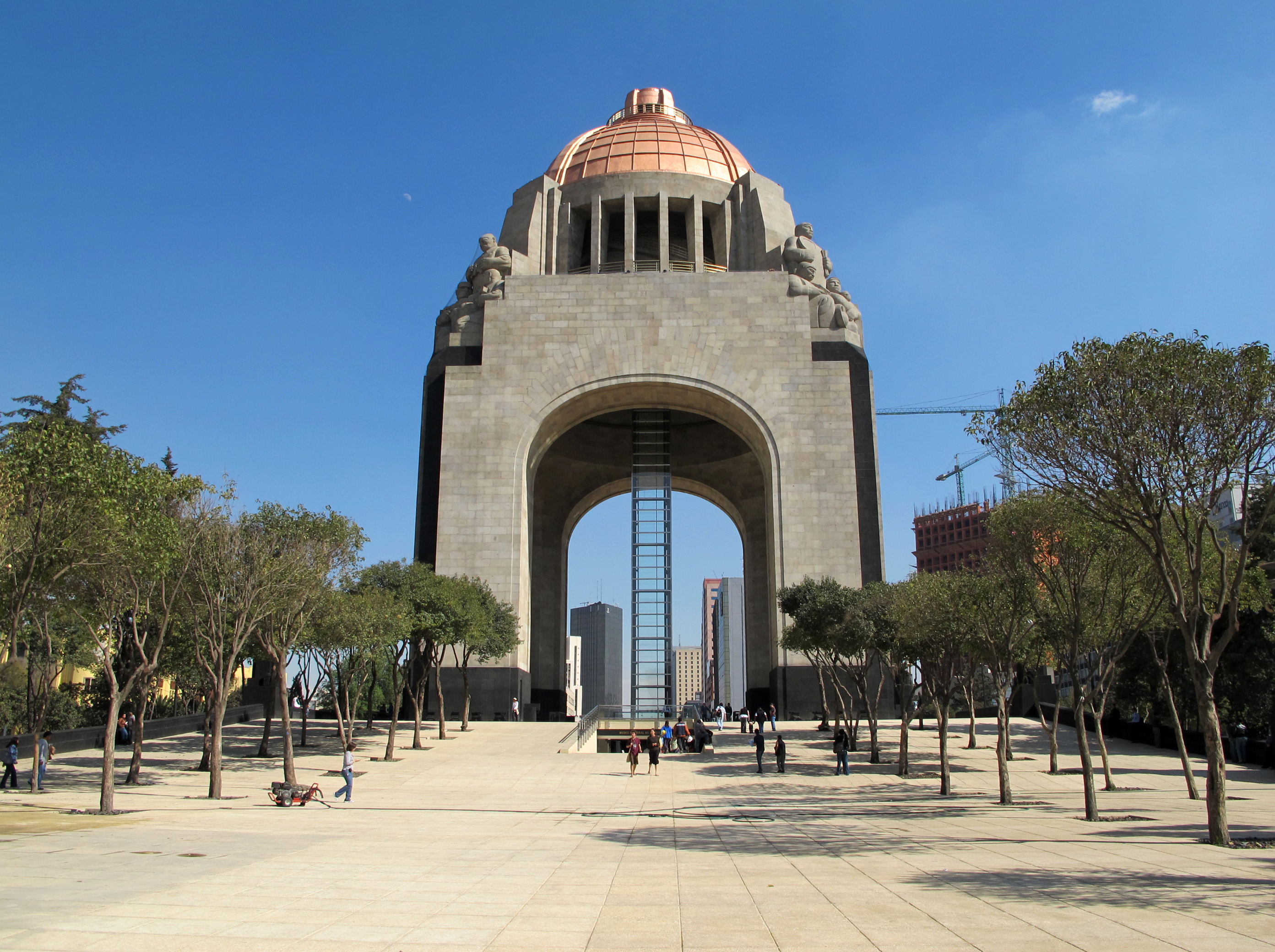
Monumento à Revolução na Cidade do México

Por todo o México existem vários museus e monumento dedicados a este conflito armado. Alguns deles são:
- Monumento a la Revolución – Encontra-se na Cidade do México, e originalmente estava planeado para se tornar o Palácio Legislativo. A primeira pedra foi colocada em 23 de setembro de 1910 por Porfírio Díaz. Ali encontram-se os restos mortais de Francisco I. Madero, Venustiano Carranza, Francisco Villa, Plutarco Elías Calles e Lázaro Cárdenas.[187] * Monumento a los Defensores – Situa-se na cidade fronteiriça de Tijuana, e foi dedicado aos que combateram os soldados estadunidenses durante a revolução, por ocasião do centenário do nascimento de Francisco Villa.[188]
  - Museo Nacional de la Revolución – Este museu foi inaugurado em 20 de novembro de 1986 na cave do Monumento a la Revolución,[189] durante a presidência de Miguel de la Madrid.[190] * Museo Regional de la Revolución Mexicana (Puebla) - Este museu encontra-se na cidade de Puebla, na antiga casa de Aquiles Serdán. Em 1960 a propriedade encontrava-se à venda, pelo que o então Secretário do Interior Gustavo Díaz Ordaz adquiriu o imóvel e esse mesmo ano foi aberto o museu.[191]
- Museo de la Revolución Mexicana (Chihuahua) – Este museu situa-se na antiga casa de Luz Corral, viúva de Francisco Villa. Ali está exposto, entre outras coisas, o automóvel conduzido pelo caudilho no dia da sua morte.[192] * Museo de la Revolución (Torreón) – Situa-se na cidade de Torreón, Coahuila. Foi inaugurado em outubro de 2007 e centra-se nas vidas de Francisco Villa e Francisco I. Madero.[193]
- Museo de la Revolución (Saltillo) – Este museu situa-se também no estado de Coahuila, na cidade de Saltillo, e centra-se na vida de Francisco I. Madero.[194] * Museo Sonora en la Revolución – Situado em Ciudad Obregón, no estado de Sonora. Foi construído na casa de Francisco Obregón Tapia, filho de Álvaro Obregón.[195]

## Principais personagens
|  | Personagem            | Período | Notas |
|  | --------------------- | --- | --- |
|  | Porfirio Díaz         | 1 de dezembro de 1884 – 25 de maio de 1911                                                                                                   | Presidente do México em 3 ocasiões, de 29 de novembro de 1876 a 6 de dezembro de 1876, de 18 de fevereiro de 1877 a 30 de novembro de 1880 e de 1 de dezembro de 1884 a 25 de maio de 1911, data da sua demissão e partida para o exílio. |
|  | Francisco I. Madero   | 6 de novembro de 1911 - 18 de fevereiro de 1913                                                                                              | Presidente do México após o triunfo da revolução de 1910. Lançou o manifesto conhecido como Plano de San Luis, no qual convocava a tomar as armas contra o governo de Díaz. Assassinado junto com o vice-presidente José María Pino Suárez durante o golpe de estado organizado por Victoriano Huerta. |
|  | Victoriano Huerta     | 18 de fevereiro de 1913 - 14 de julho de 1914                                                                                                | Assumiu a presidência do México, depois da renúncia de Lascurain. Junto a Félix Díaz e em aliança comHenry Lane Wilson, embaixador dos Estados Unidos no México, havia assinado o Pacto da Embaixada, que supunha o retorno de Diaz à presidência, mas este não aceitou alegando querer assim manter a calma com os maderistas. |
|  | Pancho Villa          | Leal ao antirreeleicionismo de 1911 a 1912 e à Divisão do Norte de 1913 a 1920                                                               | Conhecido durante a revolução como El Centauro del Norte, foi um dos líderes da revolução, cuja ação militar foi decisiva na derrota de Victoriano Huerta. Foi governador provisório de Chihuahua em 1913 e 1914. |
|  | Emiliano Zapata       | Leal ao Exército Libertador do Sul de 1911 a 1919 (com sua morte)                                                                            | Conhecido como o Caudillo del Sur, um dos líderes militares mais importantes da Revolução, comandou o exército denonimado Exército Libertador do Sul. Descontente com o governo do presidente Carranza, aliou-se a Jesus Guajardo que iria traí-lo na reunião de 10 de abril de 1919 na Fazenda de Chinameca no estado de Morelos, onde morreu numa emboscada. |
|  | Felipe Ángeles        | Leal ao Exército Mexicano de 1883 a 1913, ao Exército Constitucionalista de 1913 a 1914 e à Divisão do Norte de 1913 a 1915 e de 1918 a 1919 | Começou como aliado de Francisco I. Madero que o nomeou diretor do Colégio Militar em 1912; ao ser capturado por Huerta e condenado à morte, aliou-se às forças de Venustiano Carranza, sendo nomeado Secretário da Guerra e ratificado depois apenas como Subsecretário devido aos protestos de generais rebeldes. Em 1914 incorporou-se nas forças de Francisco Villa, como comandante da Artilharia da Divisão do Norte. |
|  | Pánfilo Natera        | Leal ao Exército Constitucionalista de 1911 a 1919                                                                                           | Uniu-se ao movimento de Madero, a fim de alcançar a distribuição de terras e derrubar Porfirio Díaz, sob o comando de Luis Moya. Participou na tomada de Nieves, nas batalhas de San Juan de Guadalupe, Tlaltenango, Jalpa, Zacatecas, Morelos, Fresnillo e Sombrerete. Participou também na captura de Torreon, com Francisco Villa, o que lhe valeu ser nomeado comandante militar e governador provisório de Zacatecas, e perante a excisão revolucionária, aliou-se por curto espaço de tempo às forças convencionistas. Presidiu à convenção na Cidade do México e com a sua mudança para Aguascalientes ficou responsável pela ordem da referida cidade. Em 2 de agosto de 1915 renunciou ao cargo de governador e desconheceu a Villa. |
|  | Salvador Alvarado     | Leal ao Exército Constitucionalista de 1913 a 1920                                                                                           | Levou o movimento revolucionário ao sudeste do México, governando Yucatán em nome do Exército Constitucionalista de 1915 a 1918 e alimentou os cofres do próprio exército e do movimento de Carranza com os recursos provenientes da indústria sisaleira, então no seu auge na península de Yucatán. Rebelou-se contra Álvaro Obregón após o assassinato de Venustiano Carranza. Morreu numa emboscada no estado Tabasco em 1924. |
|  | Pablo González Garza  | Leal ao Exército Constitucionalista de 1913 a 1920                                                                                           | Autor intelectual do assassinato de Emiliano Zapata realizado pelo então coronel Jesus Guajardo. Participou na insurreição de Madero em 1911. Em 1913 organizou as forças e lutou no estado de Coahuila contra Pascual Orozco e Victoriano Huerta. Venustiano Carranza nomeou-o chefe do Exército do Nordeste |
|  | Pascual Orozco        | Leal ao Exército Mexicano de 1913 a 1915 | Foi um revolucionário mexicano que apoiou o Plano de San Luis de Francisco I. Madero. Depois do triunfo da revolução ao lado de Emiliano Zapata, levantou-se contra este e reconheceu o governo golpista de Victoriano Huerta. |
|  | Venustiano Carranza   | 1 de maio de 1917 – 21 de maio de 1920 | Presidente do México, lutou contra o regime de Victoriano Huerta. Durante o seu mandato foi promulgada a Constituição de 1917. Morreu assassinado em Tlaxcalantongo, Puebla, pelas tropas do general Rodolfo Herrero, no decurso da rebelião obregonista. |
|  | Álvaro Obregón        | 1 de dezembro de 1920 - 30 de novembro de 1924                                                                                               | Presidente do México após a partida de Huerta, apoiou Carranza na luta contra Victoriano Huerta. Com a rotura de Emiliano Zapata e Francisco Villa com Carranza, permanece fiel a este último. Foi encarregado de perseguir Villa no norte, onde o derrotou na batalha de Celaya, perdendo seu braço direito por causa de uma bomba. Foi morto por José de León Toral em 17 de julho no restaurante La Bombilla, Cidade do México. |
|  | Plutarco Elías Calles | 1 de dezembro de 1924 – 30 de novembro de 1928                                                                                               | Presidente do México conhecido como o Chefe Máximo da Revolução, sucedeu a Obregón e durante seu mandato criou o Banco do México, fundou os bancos Ejidal e Agrícola, e restaurou a Escola Agrícola de Chapingo. Com ele inicia-se a chamada Guerra Cristera, desempenhou um papel fundamental na gestão da política no México e esta época ficou conhecida como Maximato (1928-1934). |